# 안마

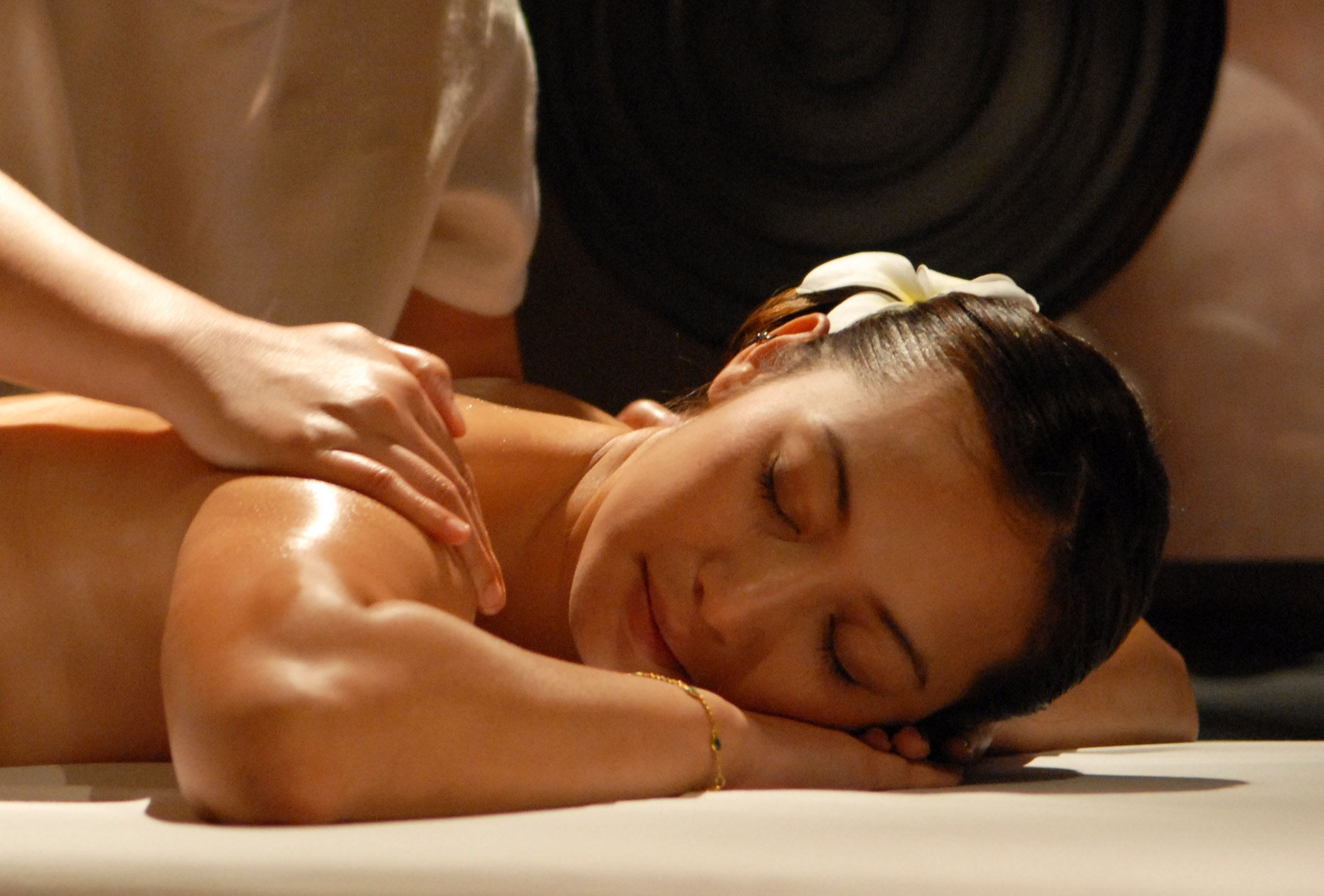

안마(按摩) 또는 마사지(영어: Massage 마사지[*])는 신체의 연조직을 문지르거나 주무르는 행위이다. 손, 손가락, 팔꿈치, 무릎, 팔, 발 등의 신체 일부와 도구를 사용하여 몸의 근육과 관절을 부드럽게 함으로써 건강을 유지하려는 행위이다. 표준국어대사전에는 "손으로 몸을 두드리거나 주물러서 피의 순환을 도와주는 일"이라 설명되어 있다.
안마는 손이나 도구를 이용해 몸을 밀거나 당기고 진동이 일어나도록 두들기는 활동을 수반한다. 마사지를 시행하는 사람은 손, 발, 손가락, 팔꿈치 등으로 상대방의 마사지하고자 하는 부위를 누르고 당기거나 진동을 주어 목적 부위가 부드럽게 되도록 한다. 안마의 대상이 되는 주요 목적 부위는 근육, 힘줄, 인대, 피부, 관절 등이다.
마사지 기술은 일반적으로 손, 손가락, 팔꿈치, 무릎, 팔뚝, 발 또는 도구를 사용하여 적용된다. 마사지의 목적은 일반적으로 신체적 스트레스나 통증의 치료이다. 영어권 유럽 국가에서는 전통적으로 마사지를 전문적으로 훈련받은 사람을 성별에 따라 프랑스 외래어인 마사지사(남성) 또는 마사지사(여성)라고 부른다. 미국에서는 이러한 사람들을 종종 "마사지 테라피스트"라고 부른다. 캐나다의 일부 주에서는 이들을 "등록 마사지 테라피스트"라고 부른다.
전문적인 환경에서는 고객이 마사지 테이블에 눕거나, 안마의자에 앉거나, 바닥의 매트에 누워 치료를 받는다. 마사지 산업에는 심부 조직, 수기 림프 배액, 의료, 스포츠, 구조 통합, 스웨덴, 태국 및 트리거 포인트 등 다양한 방식이 있다.

## 어원
한자의 안마(按摩)는 누르고 비빈다는 뜻이다. 영어의 마사지(massage)는 반죽을 다룬다는 의미의 프랑스어에서 비롯된 것이다.
고대 그리스어로 마사지는 anatripsis였고 라틴어로는 frictio였다.

## 역사

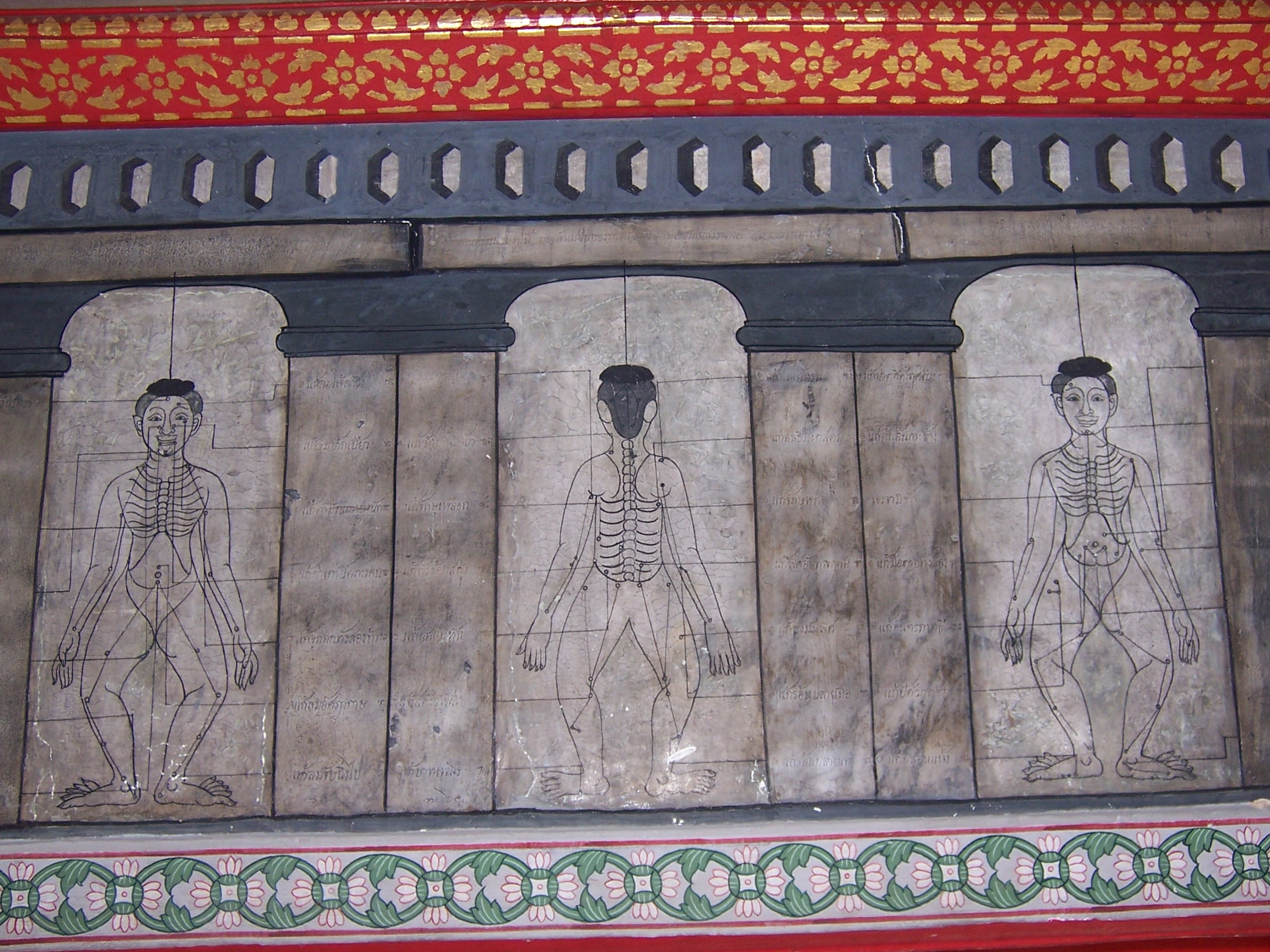
태국 왓 포 사원의 센 라인의 지압점 그림

동서양 모두 오래전부터 안마가 피로 회복과 치료의 목적으로 시행되어 왔다. 구약성서의 에스델 2장 9절에는 페르시아 제국의 왕 크세르크세스 1세가 에스델을 왕비로 맞으며 안마용품을 주었다는 기록이 보인다. 조선왕조실록에는 세종조에 의원이 치료의 목적으로 안마를 시행하고 있었음을 알게 해주는 기사가 있다. 인도, 고대 그리스, 로마 제국 등에서도 안마가 시행되었다.
현대에 이르러 미국, 영국 등에서는 19세기 이후 안마가 대중화되었다. 1960년대에서 1970년대에 걸쳐 미국의 병원에서는 통증의 완화와 숙면의 유도를 위해 안마가 시행되기도 하였다.
한국에서는 일제강점기인 1913년 맹인들에게 안마가 교육되었고 이후 맹인의 독점적인 직업으로 보호되어 왔다. 최근에는 맹인에게만 안마사 자격증을 주는 것은 직업 선택의 자유를 침해한다는 논란이 있다.

### 고대
마사지에 대한 고고학적 증거는 중국, 인도, 일본, 이집트, 로마, 그리스, 메소포타미아 등 많은 고대 문명에서 발견되었다.
기원전 2330년: 이집트 사카라의 아크만토르 무덤(일명 "의사의 무덤")에는 두 남자가 발과 손에 작업을 받는 모습이 묘사되어 있는데, 이는 마사지를 묘사하는 것일 수 있다.

아크만토르

기원전 1363~912년: "무슈(muššuʾu)"("마사지")라는 단어가 중기 아시리아 태블릿에 처음으로 기록되었다. 그 사용법은 발 질병에 관한 레시피 목록에 설명되어 있다.
기원전 722~481년: 황제내경이 중국 춘추 시대에 편찬되었다. 『내경』은 당시까지 알려진 의학 지식을 집대성한 것으로, 전통 중국 의학의 토대가 되었다. 마사지는 『내경』의 30개 장에서 언급되어 있다. 여기에는 다양한 마사지 기술의 사용법과 특정 질병 및 부상 치료에 어떻게 사용되어야 하는지가 명시되어 있다. "황제내경"이라고도 알려진 이 텍스트는 황제 시대(기원전 2700년경)의 이전 의학 지식을 언급하고 있어, 일부 사람들이 이 텍스트 자체가 황제 시대에 쓰여졌다고 오해하게 만들었다(이는 기록된 역사보다 앞선다).
기원전 762년: 일리아드와 오디세이에서는 지친 전사들의 팔다리를 이완시키고 상처 치료를 돕는 수단으로 오일과 향기로운 물질을 사용한 마사지가 언급된다.
기원전 700년: 가장 오래된 것으로 알려진 중국의 의사 편작이 의료 행위에 마사지를 사용한다.
기원전 500년: 지바카 코마라바챠(Jīvaka Komarabhācca)는 팔리 불교 경전에 따르면 석가모니 부처의 의사였다. 지바카는 때때로 현대 태국에서 행해지는 마사지 유형으로 이어진 마사지 스타일을 창립하고 개발한 것으로 인정받는다. 그러나 이 주장은 논란의 여지가 있다.
기원전 493년: 성경에서는 크세르크세스 왕의 아내들의 미용 요법의 일환으로 몰약 기름으로 매일 "치료"를 받았다고 기록되어 있다(에스델, 2:12).
기원전 460년: 히포크라테스는 "의사는 여러 가지에 능숙해야 하지만, 확실히 문지르는 것에는 능숙해야 한다"고 썼다.
기원전 300년: 때때로 기원전 800년으로 거슬러 올라가는 차라카 삼히타(Charaka Samhita)는 마사지를 포함한 아유르베다 의학의 세 가지 고대 논문 중 하나이다. 산스크리트어 기록에 따르면 인도의 마사지는 기록된 역사 시작 훨씬 이전부터 행해졌다.
서기 1세기 또는 2세기: 갈레노스는 이아트랄립타(ἰατραλείπτης) (문지르는 사람 및 기름 바르는 사람/물리치료사)인 디오가스(Διόγας)를 언급했다.
서기 581년: 중국은 태의원에 마사지 요법 부서를 설립한다.

### 중세 시대
가장 위대한 페르시아 의학자 중 한 명은 이븐 시나로, 서기 980년부터 1037년까지 살았다. 그의 저서에는 당시 아랍어로 번역된 파편적이고 체계적이지 않은 그리스-로마 의학 문헌을 포괄적으로 수집하고 체계화한 내용이 포함되어 있었으며, 그 자신의 경험에서 얻은 주석으로 보강되었다. 그의 책 중 하나인 『알-카눈 피 앗-티브』(의학 정전)는 동서양 의학사에서 가장 유명한 단일 저서로 불려왔다. 이븐 시나는 질병에 대한 논리적 평가와 증상 비교에 탁월했으며, 진통제와 그 적절한 사용, 그리고 마사지를 포함한 기타 통증 완화 방법에 특별한 주의를 기울였다.
서기 1150년: 캄보디아 앙코르 와트 사원을 장식하는 부조 중 하나에서 임신한 배 (해부학)에 압력을 가하는 마사지 낙태의 증거가 발견된다. 이 부조는 여성이 명계로 보내진 후 악마가 낙태를 수행하는 모습을 묘사한다. 이는 낙태에 대한 가장 오래된 시각적 표현이다.
동남아시아에서는 16세기 유럽과의 무역 접촉이 있기 수 세기 전부터 마사지 전통과 기술이 사람들의 다양한 문화에 깊이 뿌리내려 있었다. 필리핀에서는 힐롯이라는 독특한 마사지 및 치유 전통이 발전했으며, 태국에서는 누아드 타이(nuad thai)라는 마사지 전통이 발전했다. 누아드 타이는 2019년 유네스코 무형문화유산으로 지정되었다.

### 18세기 및 19세기
서기 1776년: 중국에 주재하던 프랑스 선교사 장 조제프 마리 아미오와 피에르 마르티알 시보는 황제내경의 요약본을 프랑스어로 번역하여 약용식물 목록, 운동법, 정교한 마사지 기술을 포함시킴으로써 유럽에 고도로 발달한 중국의 의학, 의료 체조, 의료 마사지 체계를 소개했다.
서기 1776년: 스웨덴의 물리치료사이자 의료 체조 교사인 페르 헨리크 링이 태어났다. 링은 종종 "고전 마사지"로 알려진 "스웨덴 마사지"를 발명한 것으로 잘못 알려져 있으며, "마사지의 아버지"라고 불리기도 했다.
서기 1779년: 프랑스인 피에르 마르티알 시보는 "노티스 뒤 콩푸 데 봉제 타오제"(Notice du Cong-fou des Bonzes Tao-see)라는 책을 출판했는데, 이는 "도교의 콩푸"라고도 알려져 있으며, 도교 승려들이 사용하는 의료 기술을 프랑스어로 요약한 것이다. 중국 역사학자 조지프 니덤에 따르면, 시보의 저작은 "유럽의 물리학자와 의사들에게 그들이 채택하고 싶을 만한 의료 체조 체계의 스케치를 제시하기 위한 것이었다. 만약 그들이 이 체계에서 결함을 발견한다면, 더 나은 것을 발명하도록 자극받을 수도 있을 것이다. 이 저작은 물리치료 역사에서 매우 중요한 것으로 오랫동안 여겨져 왔는데, 이는 현대 물리치료의 창시자인 페르 헨리크 링에게 거의 확실히 영향을 미쳤기 때문이다. 시보는 적어도 한 권의 중국 책을 연구했지만, 개종하기 전에 이 주제에 능통했던 기독교 초신자로부터도 많은 것을 얻었다."
서기 1813년: 스톡홀름에 체조 강사 훈련을 위한 왕립 체조 중앙 연구소가 설립되었고, 페르 헨리크 링이 교장으로 임명되었다. 링은 자신이 "스웨덴 운동 치료"라고 부르는 것을 개발했다. 링은 1839년에 사망했는데, 이미 그의 가르침을 계승할 제자들을 지명해 놓았다. 링과 그의 조수들은 그들의 방법에 대한 적절한 서면 기록을 거의 남기지 않았다.
서기 1868년: 네덜란드 마사지 전문가 요한 게오르크 메츠거(Johan Georg Mezger)는 다섯 가지 기본 마사지 기술에 프랑스어 용어를 적용하고, "스웨덴식 마사지 시스템"이라는 용어를 만들었다. 이 기술들은 여전히 프랑스어 이름으로 알려져 있다(경찰법(effleurage, 길고 미끄러지는 동작), 주무르기(petrissage, 근육을 들어 올리고 주무르기), 마찰(friction, 단단하고 깊은 원형 문지르기 동작), 타포테망(tapotement, 활기찬 두드리기 또는 타악기 동작), 진동(vibration, 특정 근육을 빠르게 흔들거나 진동시키기)).

### 현대

#### 중국

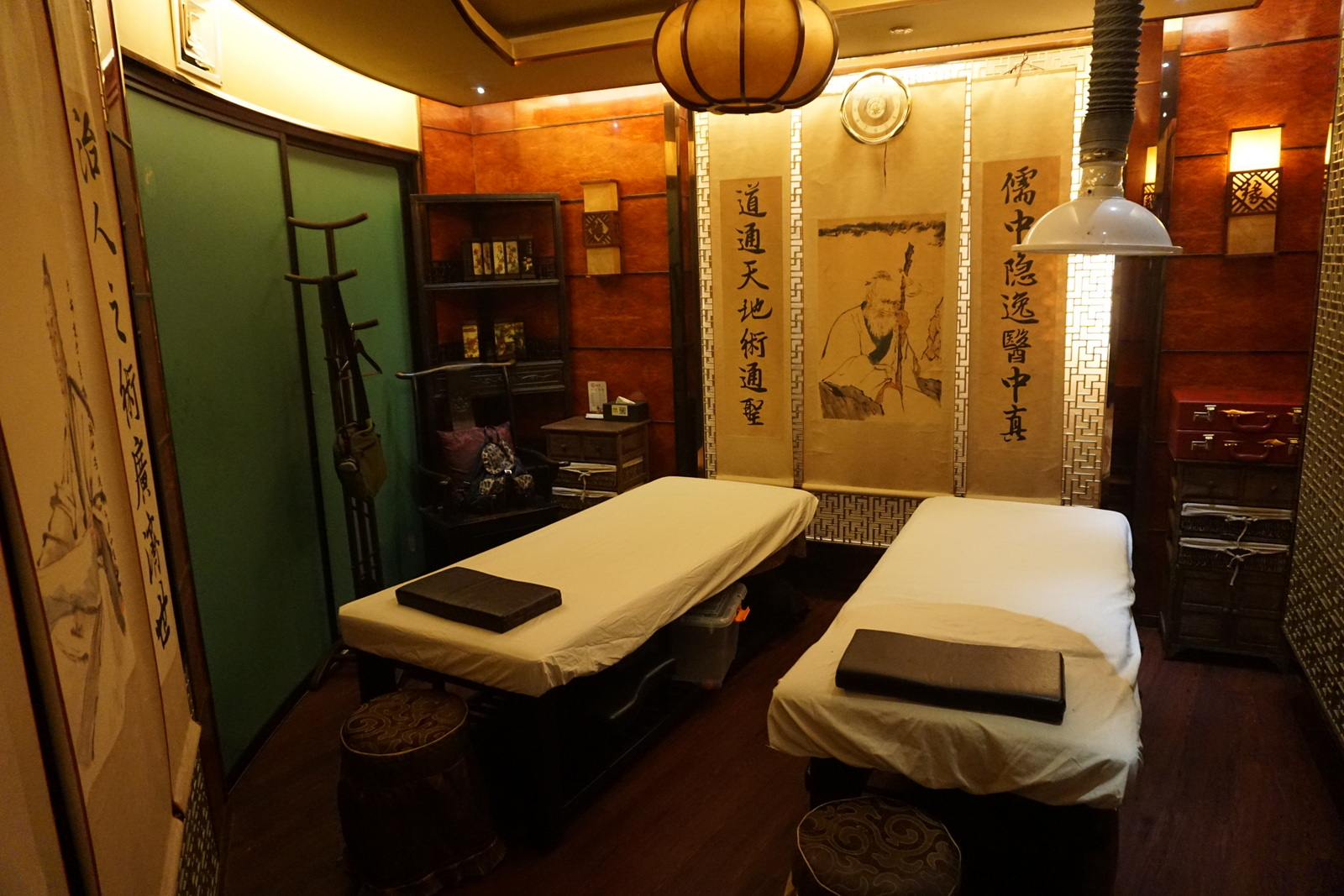
중국 상하이시의 마사지룸

2005년 기준으로, 상하이시에만 약 1,300~2,000개의 발 마사지 센터가 있었고, 선전시에는 3,000개 이상이 있었다. 또한 상하이에 거의 30,000명, 선전시에는 40,000명 이상의 마사지 종사자가 있었다. 중국 마사지 산업 종사자의 월 평균 임금은 10,000위안 이상으로, 중국 서비스 부문에서 고액 연봉 직업에 속한다.

#### 미국
마사지는 19세기 중반에 미국에서 인기를 얻기 시작했으며, 뉴욕주의 두 의사 조지 테일러와 찰스 테일러가 페르 헨리크 링이 스웨덴에서 개발한 기술을 기반으로 소개했다.
1930년대와 1940년대에는 당시 의학 발전으로 마사지의 영향력이 감소했지만, 1970년대에는 특히 운동선수들 사이에서 마사지의 영향력이 다시 커졌다. 1970년대까지 간호사들은 통증을 줄이고 수면을 돕기 위해 마사지를 사용했다. 마사지를 통한 이완과 같은 인기 있는 책과 비디오는 건강 분야를 넘어 대중문화에 마사지를 소개하는 데 도움이 되었다. 마사지 요법 산업은 지속적으로 성장하고 있다. 2009년 미국 소비자들은 마사지 치료사 방문에 40억~60억 달러를 지출했다. 2015년 연구에 따르면 마사지 요법은 121억 달러 규모의 산업이었다.
다섯 개 주를 제외한 모든 주에서 마사지 치료사는 면허를 취득해야 하며, 면허를 취득하려면 공인된 학교에서 교육을 받고 종합 시험에 합격해야 한다. 면허를 요구하는 주에서는 일반적으로 마사지 기술과 윤리에 대한 지속적인 교육을 요구한다.

#### 영국
1880년부터 타임스 지에 마사지 또는 "생리학적 샴푸" 서비스가 광고되었다. 광고는 비만을 비롯한 만성 질환에 대한 치료법이라고 주장했다.

#### 스포츠, 비즈니스 및 단체

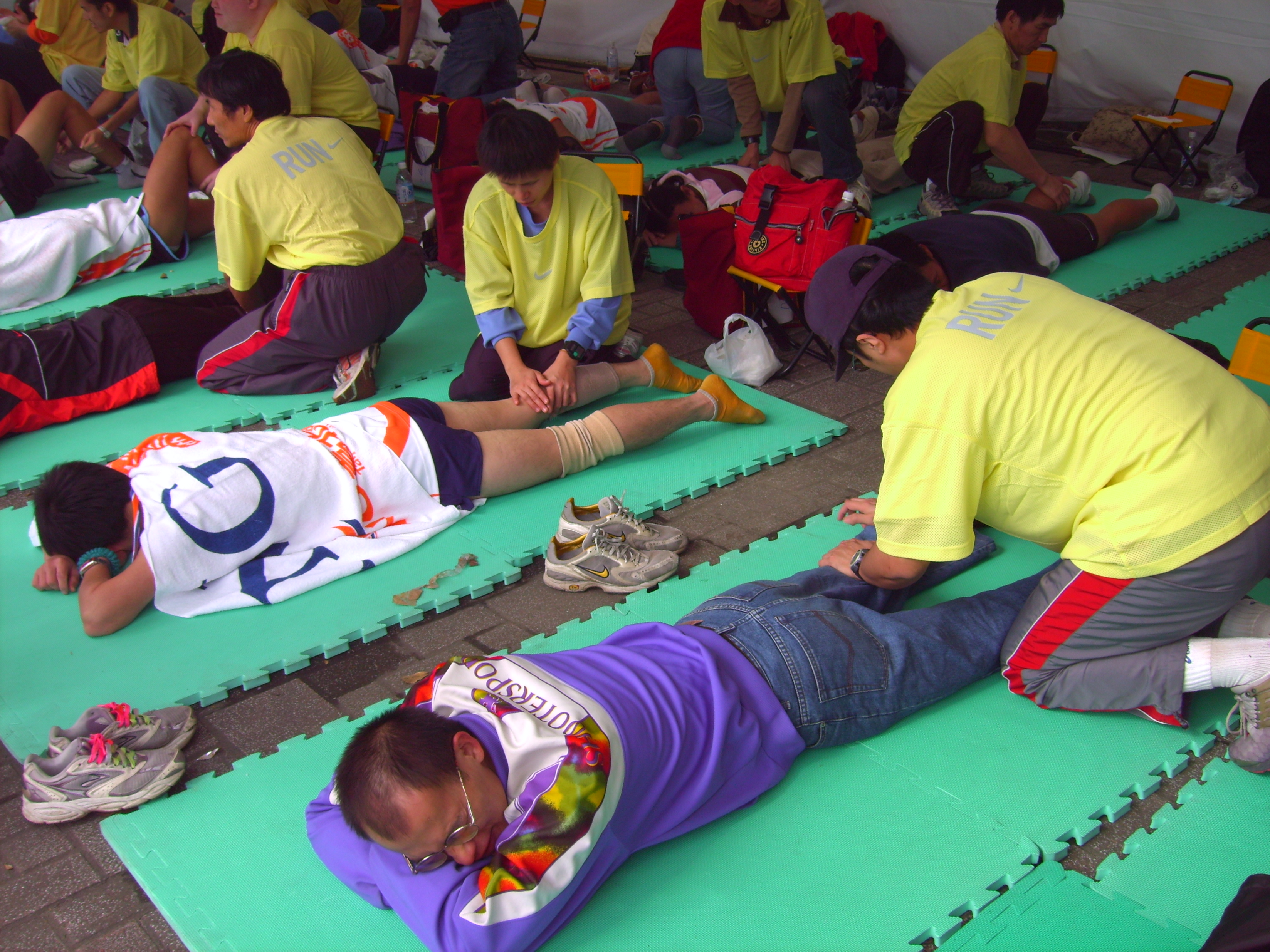
2004년 ING 타이베이 국제 마라톤에서 마사지를 받는 마라톤 선수들

마사지는 고대 중국과 고대 그리스에서 운동과 함께 발전했다. 도교 승려들은 쿵푸 체조 동작과 함께 마사지를 개발했으며, 고대 올림픽 선수들은 "알립테스(aleiptes)"라는 특정 유형의 트레이너를 사용했다. 이 트레이너는 기름으로 근육을 문질러 주었다. 페르 헨리크 링의 마사지 입문 역시 체조 동작 연구의 직접적인 결과였다.
1984년 로스앤젤레스 하계 올림픽은 마사지 요법이 선수들에게 시술되는 모습이 처음으로 TV로 방영된 때였다. 그리고 1996년 애틀랜타 하계 올림픽에서는 마사지 요법이 마침내 미국 올림픽 팀의 핵심 의료 서비스로 제공되었다. 마사지는 미국 법무부, 보잉 및 리복과 같은 기업 및 단체에서 활용되어 왔다. 마이클 조던 및 르브론 제임스와 같은 운동선수들은 개인 마사지 치료사를 두어 때로는 함께 여행하기도 한다.

## 종류와 방법

### 지압
지압(라틴어 acus "바늘"에서 유래(참조: acuity) + pressure (n.))은 침술과 원리가 유사한 기술이다. 이는 신체의 "경락"을 통해 흐르는 생명 에너지 개념을 기반으로 한다. 치료에서 물리적 압력은 경혈에 가해져 경락의 막힘을 해소하는 것을 목표로 한다. 압력은 손가락, 손바닥, 팔꿈치, 발가락 또는 다양한 장치로 가할 수 있다.
일부 의학 연구는 지압이 메스꺼움과 구토를 관리하고, 허리 통증, 긴장성 두통, 복통 등을 완화하는 데 효과적일 수 있다고 제시했지만, 이러한 연구는 편향의 가능성이 높다는 것이 밝혀졌다.

### 아시아츠

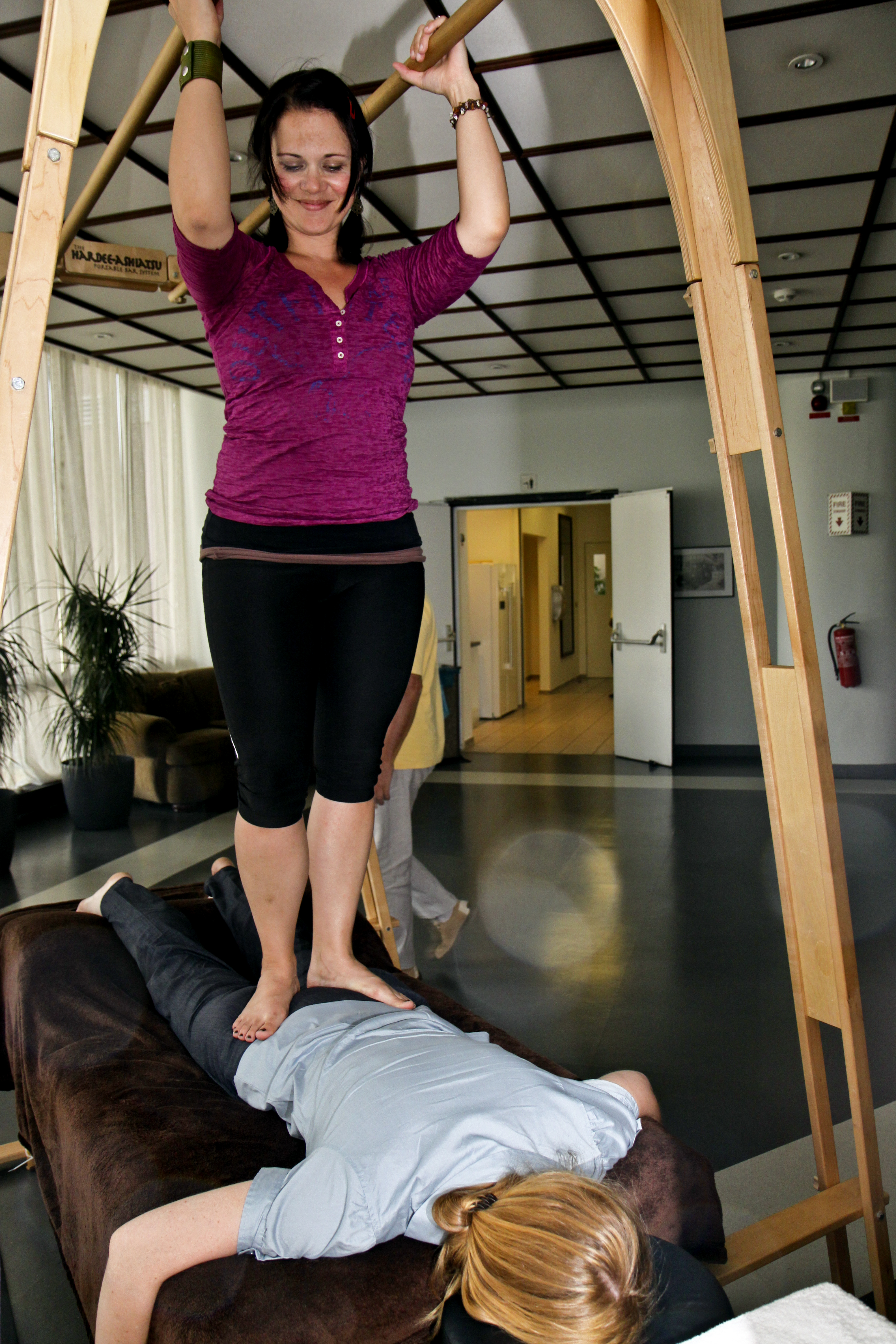
공인 마사지사가 아시아츠 마사지를 시술하고 있다.

아시아츠에서는 시술자가 발을 사용하여 치료를 제공한다. 이름은 일본어 '아시(ashi)'(발)와 '아츠(atsu)'(압력)에서 유래했다. 이 기술은 일반적으로 발뒤꿈치, 종자뼈, 발바닥 아치, 및 발바닥 전체를 사용하며, 팔꿈치보다 적은 압력으로 큰 압축, 장력 및 전단력을 제공하며, 허벅지와 같은 큰 근육이나 장시간 상부 승모근 압축에 이상적이다. 발을 사용하여 치료를 제공하는 다른 수기 요법 기술로는 케랄리테(Keralite), 맨발 로미로미, 차부티 티루말(Chavutti Thirumal)이 있다.

### 아유르베다 마사지
아유르베다 마사지는 산스크리트어로 Abhyangam이라고 알려져 있다. 아유르베다 고전 문헌에 따르면 Abhyangam은 건강한 생활 방식을 유지하는 데 필요한 중요한 디나차리아(매일의 습관)이다. 아유르베다 마사지에 사용되는 마사지 기술은 림프계를 자극하는 것을 목표로 한다. 시술자들은 정기적인 아유르베다 마사지의 이점으로 통증 완화, 피로 감소, 면역 체계 개선 및 수명 연장을 주장한다.

### 버마 마사지

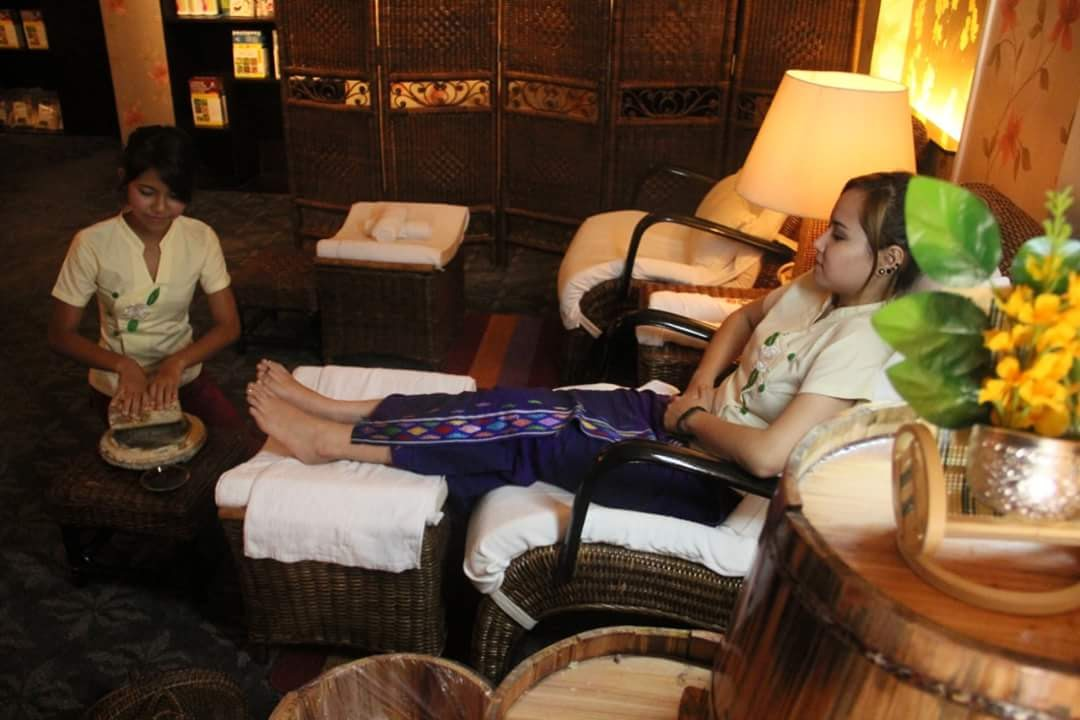
양곤 사펠에서 받는 전통 버마 발 마사지

미얀마에서 '요에 야르 냐케 날 친(Yoe Yar Nhake Nal Chin)'으로 알려진 버마 마사지는 태국, 중국, 인도 의학에 고대 기원을 두고 있다. 이 마사지에는 부드러운 피부를 촉진하고 햇볕에 타는 것을 방지하는 데 도움이 되는 따납카와 같은 현지 천연 재료가 사용된다.
버마 마사지는 머리부터 발끝까지 전신을 마사지하는 기술로, 침술, 반사요법, 주무르기 기술을 활용한다. 주요 마사지 기술에는 팔꿈치를 이용한 지압, 지압점을 빠르고 부드럽게 두드리기, 뭉친 근육을 천천히 주무르기가 포함된다. 이 마사지는 혈액 순환과 수면의 질을 개선하는 동시에 피부 건강 증진에도 도움을 준다.

### 생체 역학적 자극 (BMS) 마사지
생체 역학적 자극(BMS)은 일반적으로 국소 근육군이 특수 휴대용 기계적 진동 장치를 통해 직접 또는 관련 힘줄을 통해 자극되는 국소 생체 역학적 진동 방법을 지칭하는 용어이다. 생체 역학적 진동 치료 및 훈련은 경쟁 스포츠, 피트니스, 재활, 의학, 예방, 미용 등 다양한 분야에서 제공되며, 근육의 성능 향상과 협응 및 균형 개선에 사용된다. 이는 종종 근막 유발점 치료에서 근골격계 내의 상호 억제를 유발하는 데 사용된다. 이러한 유형의 자극에서 유익한 효과가 발견되었다.

### 생체 역동 마사지
생체 역동 마사지는 게르다 보이젠이 생체 역동 심리 치료의 일환으로 창안했다. 이는 수기 작업과 "에너지 작업"의 조합을 사용하며, 청진기를 사용하여 장운동을 듣기도 한다.

### 두개천골요법
두개천골요법(CST)은 유사과학로, 두개골, 얼굴, 척추 및 골반에 가벼운 접촉을 적용하여 체액 흐름과 두개골 뼈의 움직임을 개선하는 것을 목표로 한다.

### 에로 마사지
성적 흥분이나 성적 각성을 유도하거나 강화하고 오르가즘에 도달하기 위해 다른 사람의 성감대에 마사지 기술을 사용하여 에로틱한 방식으로 행해지는 마사지의 일종이다.
한때 "여성 히스테리"와 "자궁 질환"의 치료를 비롯한 의료 목적으로도 사용되었다.
누루 마사지는 일본의 에로 마사지 형태이다.

### 하맘("터키식 목욕") 마사지

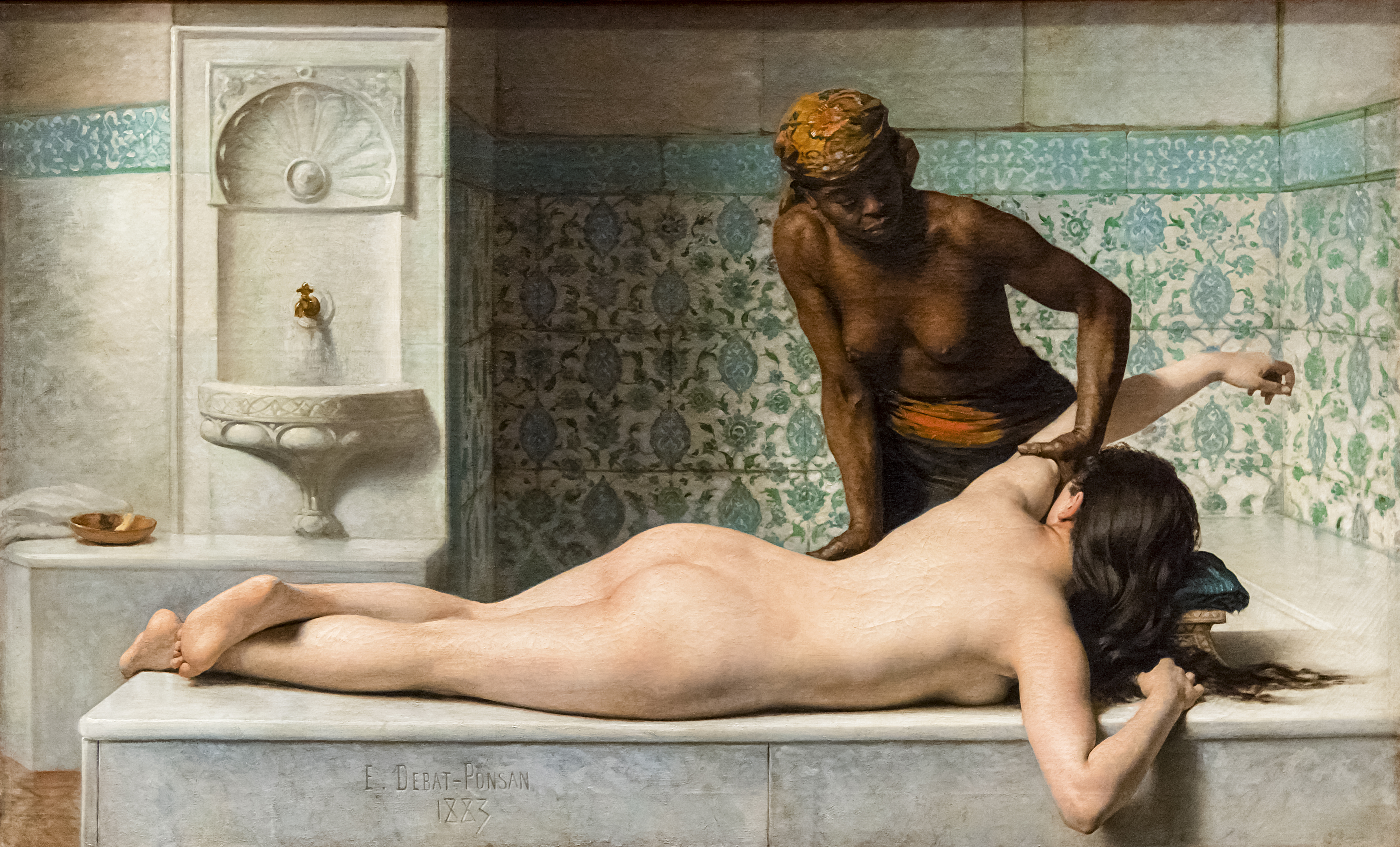
에두아르 드바퐁산의 『마사지: 하맘 풍경』 (1883). 오리엔탈리즘 화풍으로 하맘에서의 마사지를 묘사한 그림.

전통적인 하맘에서는 마사지가 단순히 격렬한 근육 주무르기뿐만 아니라 관절 꺾기, "부드러운 살의 다루기라기보다는 두드리고, 관절을 꺾고, 팔다리를 비틀기..."를 포함한다. 18세기 여행자는 다음과 같이 보고했다.
...종업원 중 한 명이 어깨 위쪽, 팔 근육, 그리고 차례로 전신을 누르고 다루기 시작한다. 처음에는 부드럽게, 그 다음에는 점차적으로 압력을 높여서, 고통을 주지 않으면서도 상당히 거칠게 다루게 된다. 피부가 완전히 부드러워질 때까지 짧은 간격으로 이 동작을 반복한다. 그런 다음 종업원은 목욕하는 사람의 손가락을 잡고 능숙한 톡톡 끊는 동작으로 각 관절을 차례로 꺾는다. 그 후에는 목욕하는 사람을 등을 대고 눕히고 팔을 가슴에 교차시켜 어깨 관절도 같은 방식으로 꺾이게 한다.— 알렉산더 러셀, 알레포의 자연사 (1756)

### 로미로미와 오세아니아 원주민 마사지
로미로미는 하와이주의 전통 마사지이다. 원주민의 관행으로서 섬과 가족마다 다르다. 로미로미라는 단어는 사모아와 동부 푸투나에서도 마사지를 의미하는 데 사용된다. 사모아에서는 롤로미(lolomi)와 밀리밀리(milimili)라고도 불린다. 동부 푸투나에서는 밀리밀리, 파카솔로솔로(fakasolosolo), 아모아모(amoamo), 루실루시(lusilusi), 키니키니(kinikini), 파이우아(fai’ua)라고도 한다. 마오리족은 이를 로미로미(romiromi)와 미리미리(mirimiri)라고 부른다. 통가에서는 마사지를 포토포타(fotofota), 톨로톨로(tolotolo), 아모아모(amoamo)라고 한다. 타히티섬에서는 루미루미(rumirumi)라고 한다. 투발루의 나누메아 환초에서는 마사지를 포포(popo)라고 하고, 압력 적용은 쿠쿠미(kukumi), 열 적용은 투투(tutu)라고 한다. 마사지는 솔로몬 제도의 티코피아, 라로통가섬, 푸카푸카섬 (쿡 제도), 서사모아에서도 기록되었다.

### 림프 배액
수기 림프 배액은 림프계를 부드럽게 작동시키고 자극하여 국소 부종을 줄이는 데 사용되는 기술이다. 림프계는 세포 노폐물을 간으로 운반하여 걸러내고 제거하는 신체의 느리게 움직이는 혈관 네트워크이다. 림프는 또한 림프구와 다른 면역계 요원을 운반한다. 수기 림프 배액은 노폐물 제거 및 면역 기능을 향상시킨다고 주장한다.

### 의료 마사지
의료 마사지는 마사지 전문 분야에서 논란이 많은 용어이다. 많은 사람들이 이를 특정 기술을 묘사하는 데 사용한다. 다른 사람들은 이를 마사지의 일반적인 범주로 사용하며, 심부 조직 마사지, 근막 이완술 및 트리거 포인트 치료뿐만 아니라 정골의학 기술, 두개천골 기술 등 다양한 의학적 상태에 적용할 수 있는 많은 방법이 사용될 수 있다.
의료 분야에서 사용되는 마사지에는 유방암 치료와 함께 사용될 수 있는 림프부종에 사용되는 감압 치료가 포함된다. 가벼운 마사지는 통증 관리 및 완화 의료에도 사용된다. 경동맥동 마사지는 경동맥동 실신을 진단하는 데 사용되며, 때로는 심실상빈맥(SVT)과 심실빈맥을 구별하는 데 유용하다. 이는 발살바법처럼 SVT 치료법이다. 그러나 SVT 약물 관리보다 효과는 적다.
2004년 체계적인 검토에 따르면 마사지 요법의 단일 적용은 "상태 불안, 혈압, 심박수를 감소시켰지만 부정적인 기분, 즉각적인 통증 평가, 코르티솔 수치는 감소시키지 않았다"고 결론지었으며, "다중 적용은 통증의 지연된 평가를 감소시켰다"고 보고했으며, 심리 치료와 유사한 불안 및 우울증 개선 효과를 발견했다. 2008년에 발표된 후속 체계적인 검토에서는 무작위 대조군 연구의 고품질 연구에서 우울증 치료를 위한 마사지 요법의 사용을 뒷받침하는 증거가 거의 없다는 것을 발견했다.

### 근막 이완술

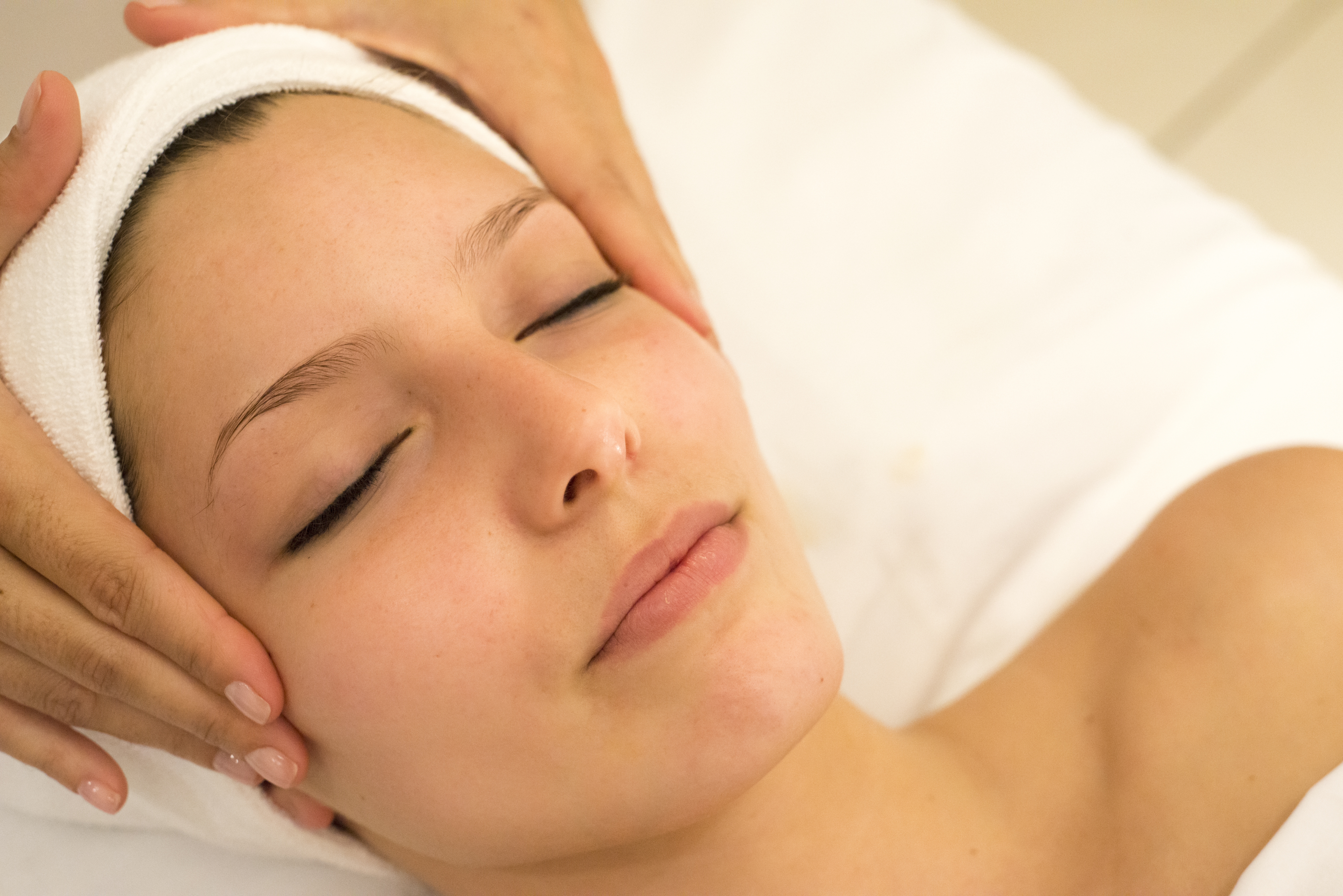

근막 이완술은 통증을 없애고 관절가동범위를 늘리며 균형감각을 향상시키기 위해 유착된 근막과 근육을 풀어준다고 주장하는 수기 마사지 기술을 말한다. 근막 이완술은 일반적으로 다양한 방향으로 전단 압축 또는 장력을 가하거나, 교차 섬유 마찰 또는 피부 롤링을 통해 이루어진다.

### 반사 요법
"존 테라피"라고도 알려진 반사 요법은 오일이나 로션을 사용하지 않고 특정 엄지손가락, 손가락 및 손 기술을 사용하여 발과 손에 압력을 가하는 대체의학이다. 이는 발과 손에 신체의 이미지를 반영한다고 주장하는 구역 및 반사 영역 시스템에 대한 유사과학적 믿음에 기반하며, 이러한 작업이 신체에 물리적 변화를 일으킨다는 전제를 가지고 있다.

### 시아츠
시아츠(指圧) (시아츠는 손가락을, 아츠는 압력을 의미한다)는 기 (철학) 경락과 같은 중의학 개념에 기반한 일본의 바디워크 형태이다. 손가락, 손바닥 압력, 스트레칭, 기타 마사지 기술로 구성된다. 시아츠가 어떤 의학적 상태에 효과적인 치료법이라는 설득력 있는 자료는 없다.

### 스포츠 마사지

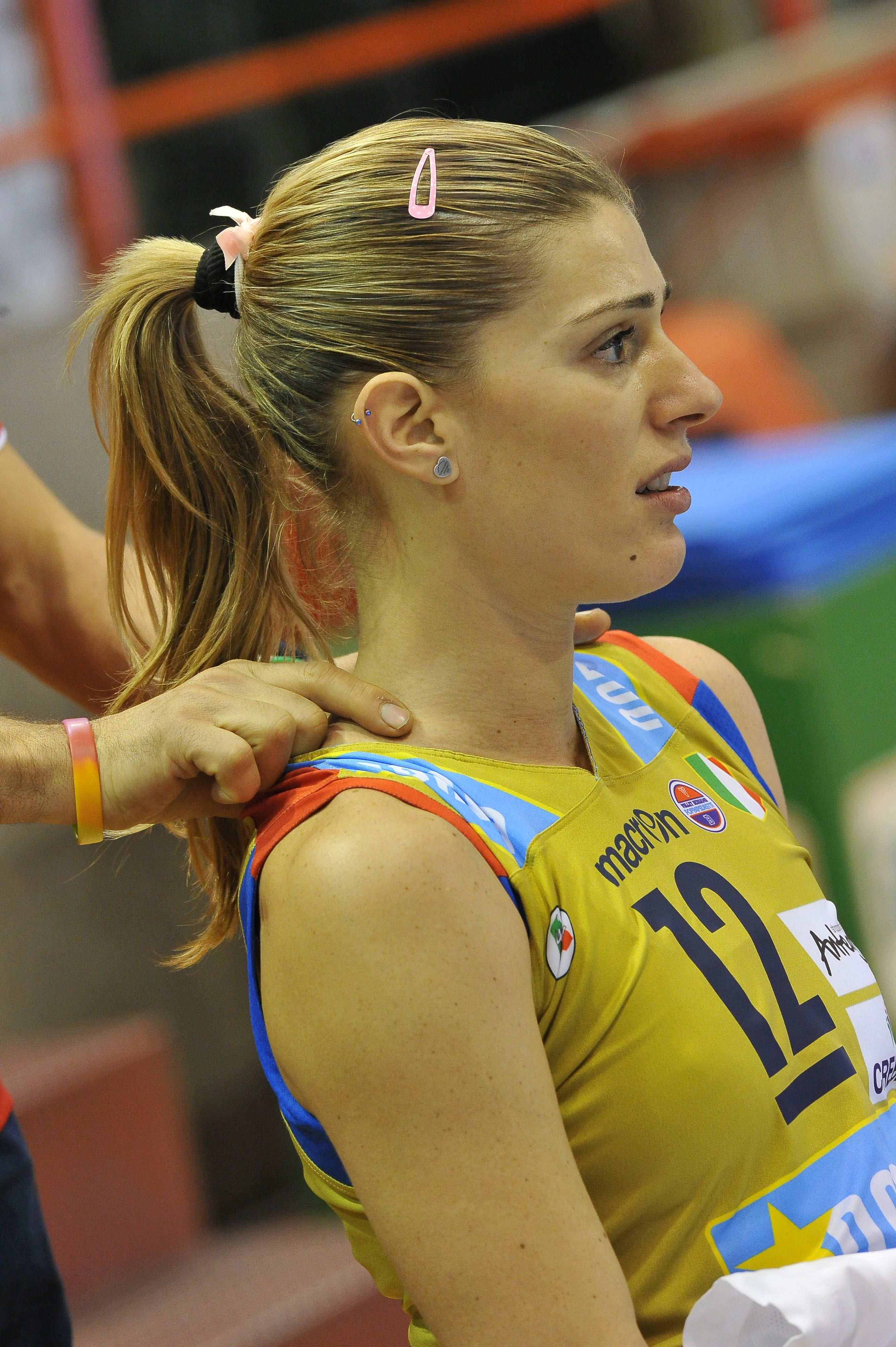

스포츠 마사지는 회복 시간을 단축하고, 성능을 향상시키며, 부상 위험을 줄이기 위해 운동 상황에서 특정 마사지 치료 기술을 사용하는 것이다. 이는 근육으로 흐르는 혈액과 림프의 흐름을 자극하는 기술을 사용하여 이루어진다. 스포츠 마사지는 피술자의 필요, 선호도, 목표에 따라 신체 활동 전후에 제공되는 경우가 많다. 스포츠 마사지는 유연성, 통증 및 회복에 도움이 될 수 있지만 과학적 증거는 혼합되어 있다.

### 구조 통합
구조 통합의 목표는 신체의 근막계에 있는 긴장 패턴을 풀고, 자연적인 균형, 정렬, 길이 및 편안한 상태로 되돌리는 것이다. 이는 수기 조작과 운동 재교육을 통해 이루어진다. 국제구조통합협회에서 인정한 약 15개의 구조 통합 학교가 있으며, 여기에는 닥터 아이다 롤프 연구소(롤핑 브랜드 사용), 헬러워크, 구조통합 길드, 애스턴 패턴닝, 소마, 그리고 키네시스 근막 통합이 있다.

### 스웨덴식 마사지

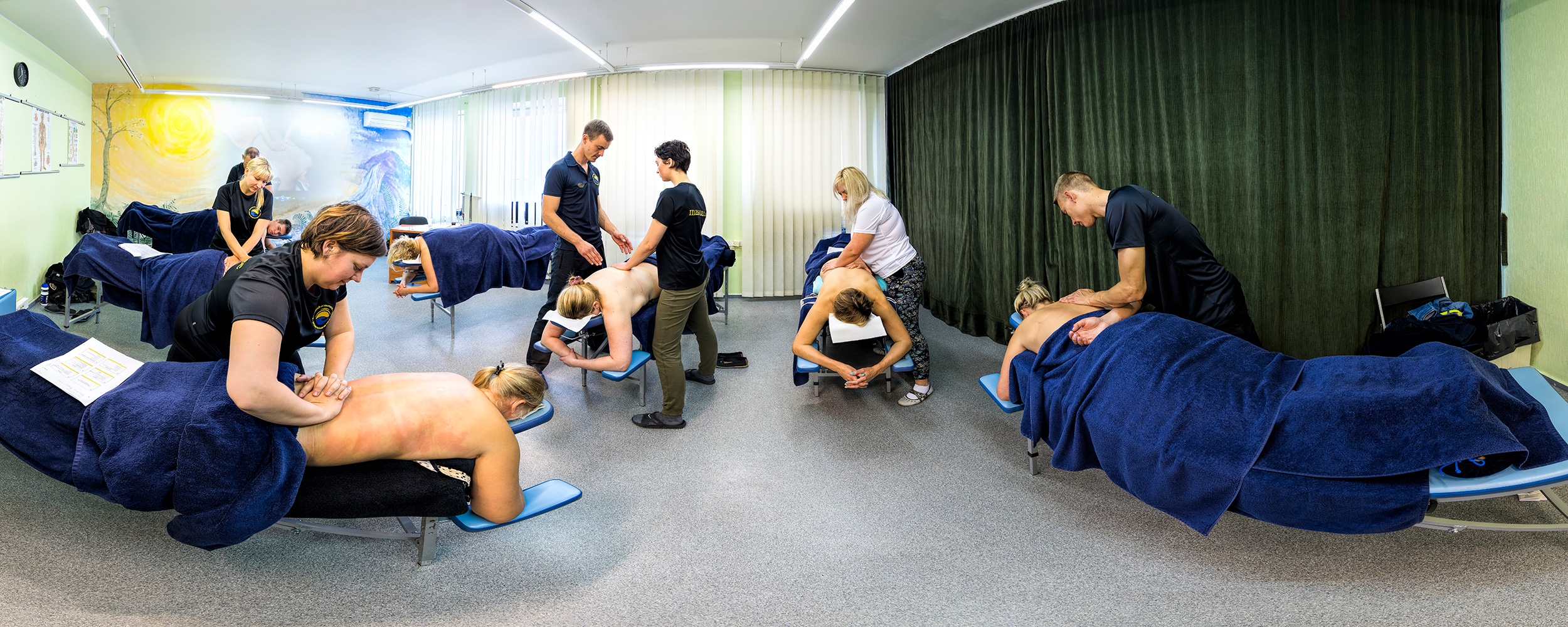
에스토니아 마사지 및 치료 학교에서 스웨덴 전통 마사지 기술을 가르치고 있다.

가장 널리 알려지고 일반적으로 사용되는 마사지 범주는 스웨덴식 마사지이다. 스웨덴식 마사지 기술은 가볍게 하는 것부터 강하게 하는 것까지 다양하다. 스웨덴식 마사지는 다섯 가지 종류의 스트로크를 사용한다. 다섯 가지 기본 스트로크는 경찰법 (미끄러지거나 쓸어내리기), 펫트리사주 (주무르기), 타포트망 (리듬감 있는 두드리기), 마찰 (교차 섬유 또는 섬유 방향으로) 및 진동/흔들기이다.
스웨덴식 마사지 개발은 종종 페르 헨리크 링에게 부정확하게 귀속되지만, 네덜란드의 시술자 요한 게오르그 메츠거가 프랑스어 용어를 사용하여 기본 스트로크의 이름을 붙였다. "스웨덴식 마사지"라는 용어는 실제로 영어권 및 네덜란드어권 국가와 헝가리, 이스라엘에서만 인정된다. 다른 지역에서는 이 스타일을 "고전 마사지"라고 부른다.
임상 연구에 따르면 스웨덴식 마사지는 만성 통증, 피로, 관절 강직을 줄이고 무릎 뼈관절염 환자의 기능을 개선할 수 있는 것으로 나타났다.

### 타이 마사지

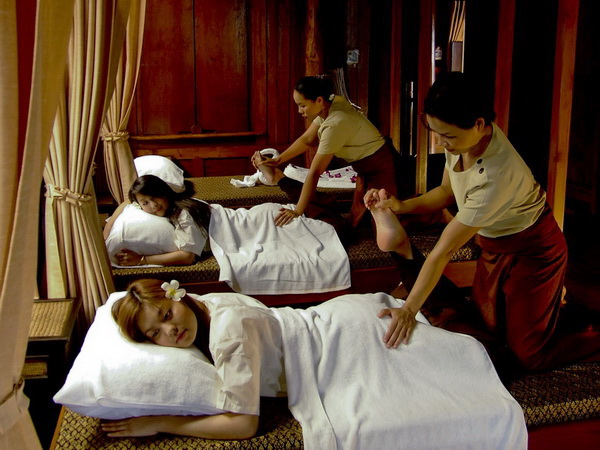
타이 마사지

태국에서 '누아트 판 보란'(Nuat phaen boran)으로 알려진 "고대/전통 마사지"는 일반적으로 인도와 중국의 전통 의학을 조합한 것을 기반으로 한다.
타이 마사지는 신체적 측면과 에너지적 측면을 모두 결합한다. 발부터 시작하여 전신을 깊게 마사지하며, 신체 전체의 선(sen) 또는 에너지 라인에 초점을 맞춰 이러한 라인의 막힘을 해소하고, 이를 통해 신체 전체의 혈액 및 림프 순환을 자극하는 것을 목표로 한다. 이는 요가, 지압 및 반사 요법을 활용한다.
타이 마사지는 근골격계 통증 및 피로와 같은 질환 관리에 사용되는 인기 있는 마사지 요법이다. 타이 마사지는 신체 유연성, 관절 운동성 및 전신 혈액 순환을 개선하는 여러 스트레칭 동작을 포함한다. 한 연구에서 과학자들은 타이 마사지가 무릎의 뼈관절염(OA)으로 인한 관절 통증 감소에 통증 완화제 이부프로펜과 유사한 효능을 보였다는 사실을 발견했다.

### 전통 중국 마사지
중의학의 마사지는 안마(按摩병음: Ànmó) (누르고 문지르기) 또는 기공 마사지로 알려져 있으며, 일본 안마의 토대이다. 범주에는 일반 안마(普通按摩병음: Pǔtōng ànmó), 추나 안마(推拿按摩병음: Tuīná ànmó) (밀고 잡는 마사지), 점혈 안마(혈위 누르기 마사지), 기 안마(氣按摩 병음: Qì ànmó) (에너지 마사지)가 포함된다. 추나의학(推拿병음: Tuīná)은 근육을 밀고, 늘리고, 주무르는 데 중점을 두며, 지압(指壓병음: Zhǐ yā)은 지압점을 꼬집고 누르는 데 중점을 둔다. 마찰과 진동과 같은 기술도 사용된다.

### 트리거 포인트 치료
때로는 급소 마사지와 혼동되기도 하지만, 이 치료는 국소적인 통증이나 다른 신체 부위(예: 두통)로 통증 및 기타 감각을 유발할 수 있는 유발점(trigger points)을 비활성화하는 것을 포함한다. 근막통증을 완화하기 위해 이러한 지점에 수동 압력, 진동, 주사 또는 기타 치료가 적용된다. 유발점은 재닛 트레블 (케네디 대통령의 주치의)과 데이비드 사이먼스에 의해 처음 발견되고 지도화되었다. 유발점은 현미경으로 촬영되고 전기적으로 측정되었으며, 2007년에는 MRI를 사용하여 유발점 이미지를 보여주는 논문이 발표되었다. 이러한 지점들은 근육의 근신경 접합부(NMJ) 기능 장애와 관련이 있으므로, 이 기술은 반사 요법, 지압 및 급소 마사지와는 다르다.

### 추나
추나는 다양한 유형의 스트로크를 포함하는 중국의 수기 치료 기술로, 기의 흐름을 경락을 통해 개선하는 것을 목표로 한다.

### 와츠
해럴드 덜이 하빈 온천에서 개발한 와츠는 체온에 가까운 물에서 수행되는 수중 바디워크의 일종으로, 시술자의 지속적인 지지 및 흔들기, 사지 스트레칭, 마사지 등 부드러운 움직임이 특징이다. 이 기술은 수치료 부유 및 침수와 시아츠 및 기타 마사지 기술을 결합한다. 와츠는 깊은 이완 및 기타 치료 목적으로 수중 치료의 한 형태로 사용된다. 관련 형태로는 워터댄스, 힐링 댄스, 자하라 기법이 있다.

## 시설, 장비 및 용품

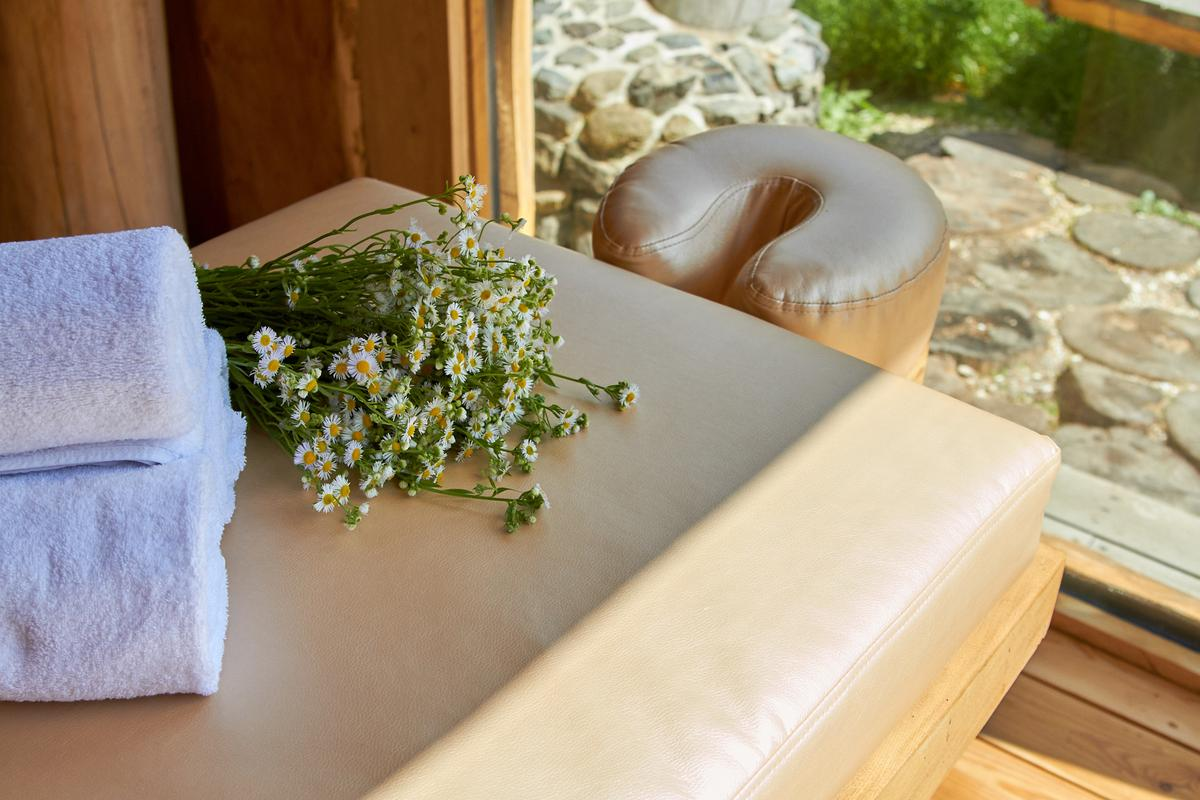
마사지 세션을 위해 준비된 마사지 테이블.

### 마사지 테이블과 의자
마사지 중 받는 사람의 자세를 잡기 위해 전문 마사지 테이블과 안마의자가 사용된다. 일반적인 상업용 마사지 테이블은 쉽게 청소할 수 있고 두툼하게 패딩 처리된 표면과 말굽 모양의 머리 지지대가 있어 고객이 얼굴을 아래로 향하고 누웠을 때 쉽게 숨을 쉴 수 있으며 고정식 또는 휴대용일 수 있다. 가정용 버전은 종종 더 가볍거나 쉽게 접을 수 있도록 설계된다. 정형외과 베개 또는 볼스터는 신체 자세를 교정하는 데 사용될 수 있다.
인체공학적 의자는 마사지 테이블과 유사한 기능을 수행한다. 의자는 고정식 또는 휴대용 모델일 수 있다. 안마의자는 마사지 테이블보다 운반하기 쉽고, 고객은 의자 마사지를 받기 위해 옷을 벗을 필요가 없다. 이 두 가지 요인 때문에 의자 마사지는 종종 기업 사무실, 야외 축제, 쇼핑몰 및 기타 공공장소에서 수행된다.

### 온수 치료 풀
수중 바디워크를 수행하기 위해 온도 조절이 가능한 온수 치료 풀이 사용된다. 예를 들어, 와츠는 약 가슴 깊이(치료사의 키에 따라 다름)의 온수 치료 풀과 약 35°C(95°F)로 온도 조절이 된 물을 필요로 한다.

### 건식 수중 마사지 테이블

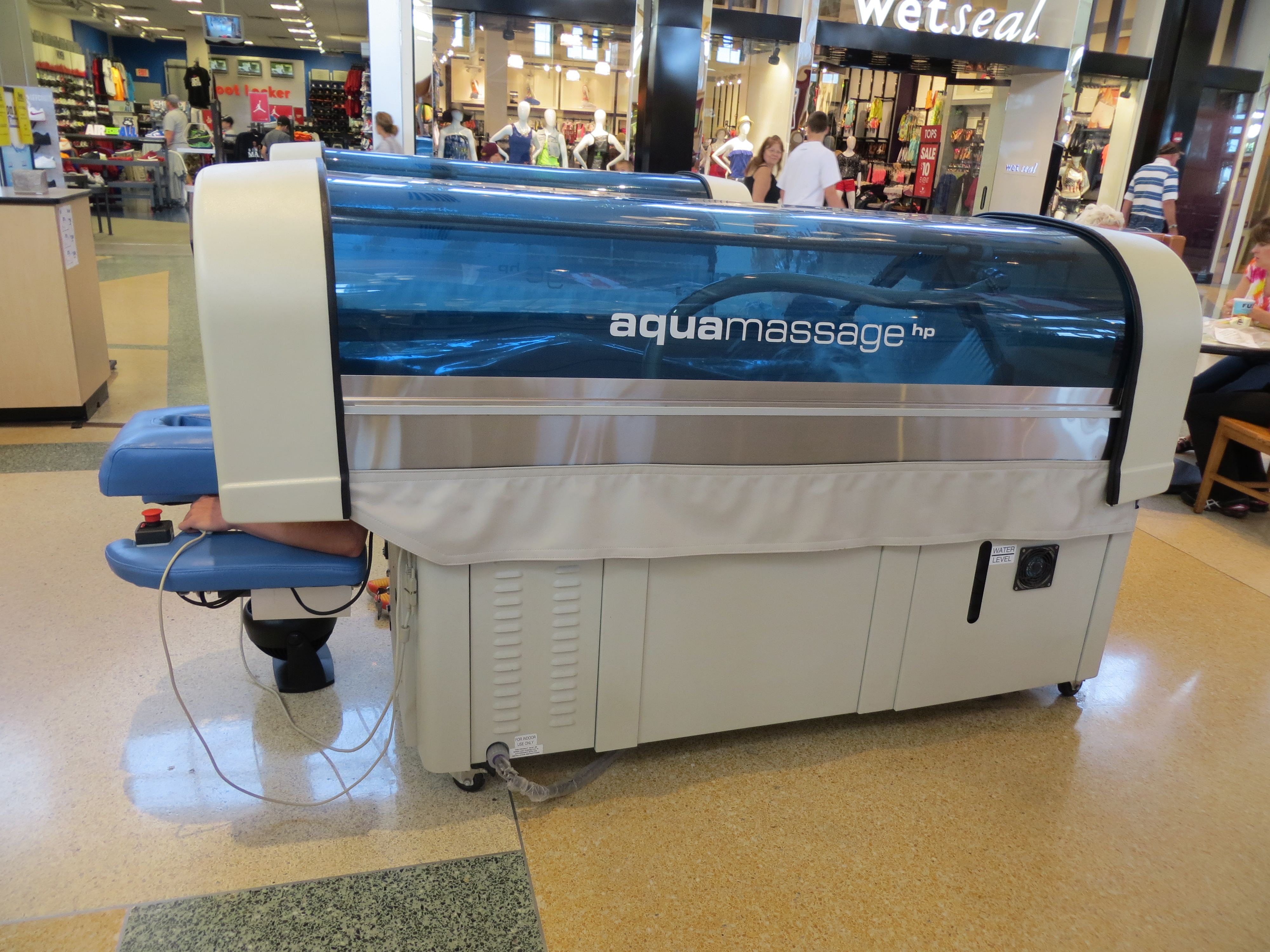
노스다코타주 파고의 한 쇼핑몰에 있는 건식 수중 마사지 기계.

건식 수중 마사지 테이블은 물줄기를 사용하여 환자의 근육을 마사지한다. 이 테이블은 고객이 보통 건조한 상태를 유지한다는 점에서 비시 샤워와 다르다. 두 가지 일반적인 유형은 고객이 따뜻한 물과 물줄기 및 기포가 포함된 물침대 같은 매트리스에 눕는 유형과 고객이 폼 패드에 눕고 플라스틱 시트로 덮인 다음 따뜻한 물줄기가 뿌려지는 유형으로, 비시 샤워와 유사하다. 첫 번째 유형은 쇼핑센터에서 소액의 수수료로 사용할 수 있는 경우가 종종 있다.

### 비시 샤워
비시 샤워는 수치료의 한 형태로, 마사지 테이블과 유사하지만 물 배수 시설이 있는 얕은 습식 침대에 고객이 누워 있는 동안 일련의 샤워 노즐이 대량의 물을 고객에게 뿌린다. 노즐은 일반적으로 환자의 필요에 따라 높이, 방향 및 온도를 조절할 수 있다.

### 크림, 로션, 젤, 오일

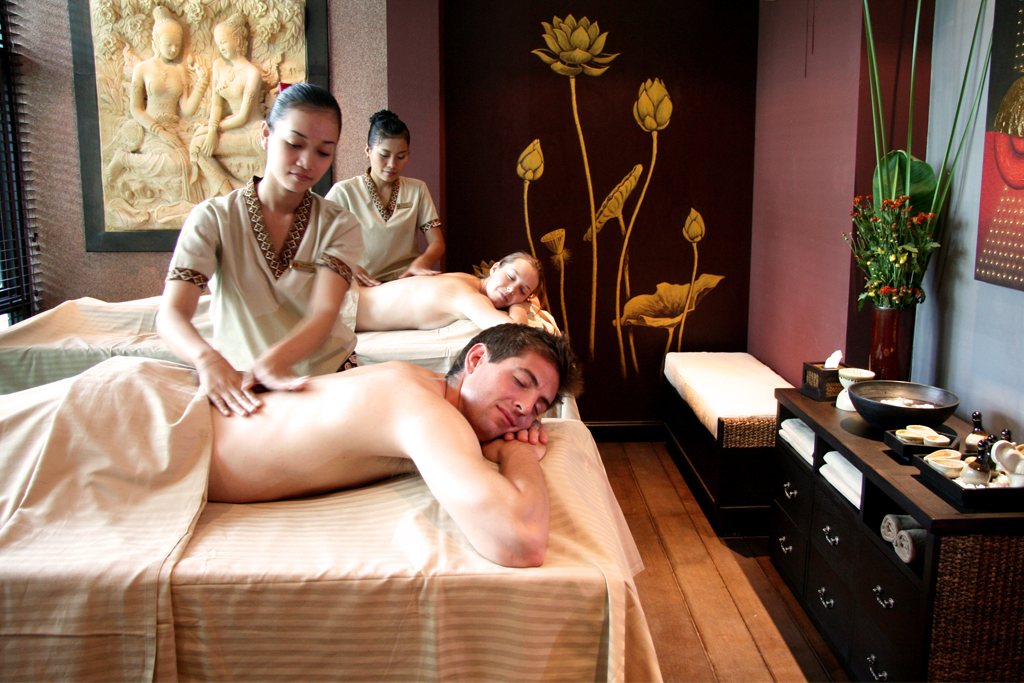
기술과 아로마 테라피 오일을 결합하여 특별히 제작된 아로마 마사지.

다양한 종류의 마사지 크림, 로션, 젤, 오일이 피부를 윤활하고 보습하며 피부(기술자의 손과 고객의 피부) 사이의 마찰을 줄이는 데 사용된다.

### 마사지 도구
이러한 도구나 장치는 마사지 중에 때때로 사용된다. 일부 도구는 개인이 사용하고, 다른 도구는 치료사가 사용한다.

#### 마사지 치료사가 사용하는 도구

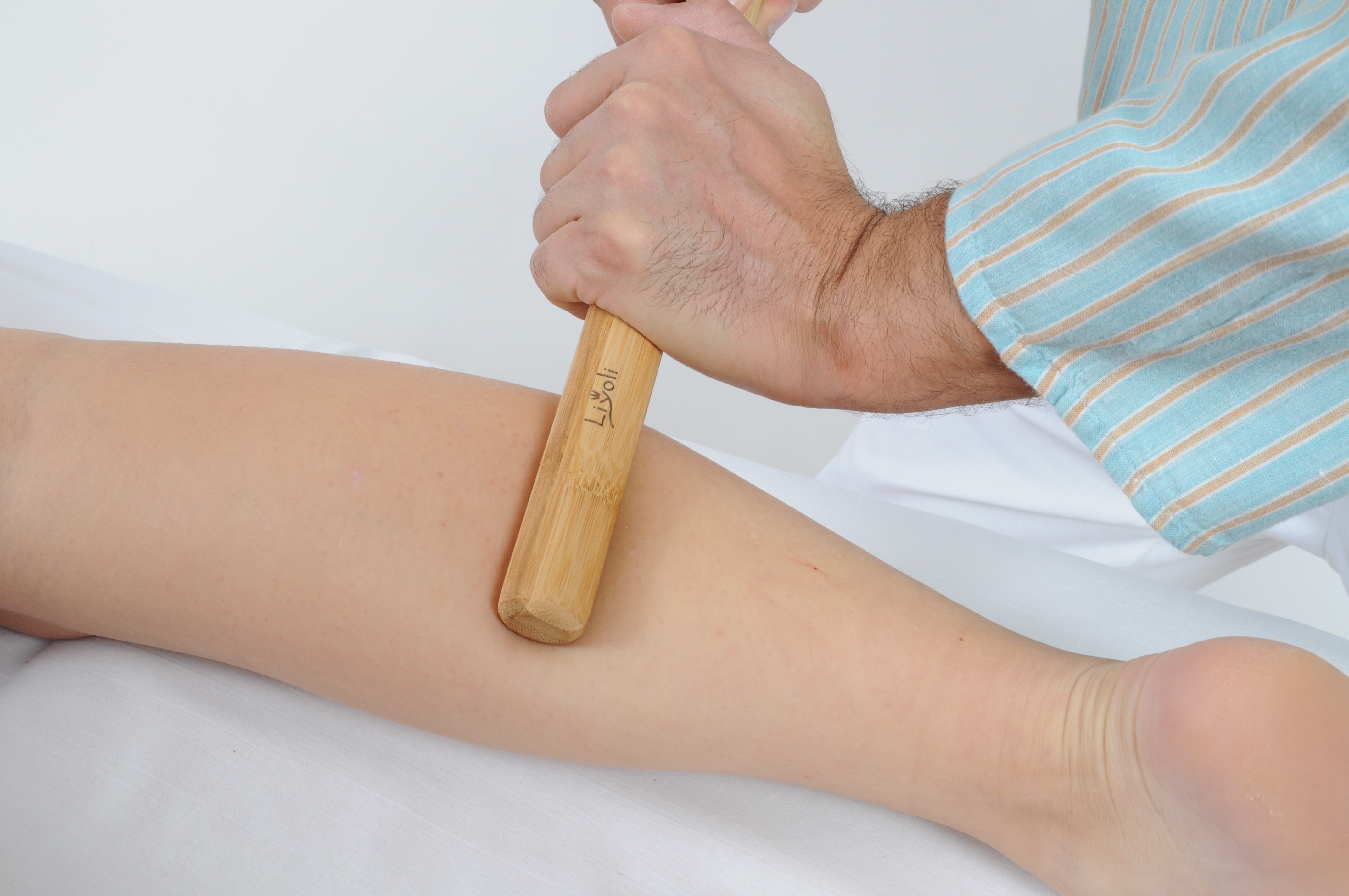
대나무 마사지 도구를 이용한 종아리 마사지.

도구 보조 연조직 마사지는 스테인리스 스틸 기구를 사용하여 손으로 하는 작업을 보강하는 방식으로 조직을 조작할 수 있다.
바디 락(body rock)은 일반적으로 돌로 조각된 구불구불한 모양의 도구이다. 치료사의 힘을 증폭시키고 특정 부위에 압력을 집중시키는 데 사용된다. 오일이나 옥수수 녹말과 같은 윤활제를 사용하여 피부에 직접 사용하거나 옷 위에 직접 사용할 수 있다.
대나무와 자단 도구도 일반적으로 사용된다. 이들은 동남아시아, 태국, 캄보디아, 버마의 관행에서 유래한다. 일부는 가열되거나 기름칠되거나 천으로 감싸질 수 있다.
커핑 마사지는 종종 플라스틱 컵과 수동 핸드 펌프를 사용하여 진공을 생성하는 방식으로 수행된다. 진공은 연조직을 피부에 수직으로 끌어당겨 인장력을 제공하며, 이 힘은 한 부위에 그대로 두거나 마사지 중에 조직을 따라 이동시킬 수 있다.

#### 개인과 마사지사 모두가 사용하는 도구
휴대용 배터리 작동 마사지 및 진동 기구가 시판되고 있으며, 이발 후 두피 마사지용 기구도 포함된다.
진동 마사지 패드는 다양한 크기로 제공되며, 일부는 가열 기능이 옵션으로 제공된다.
진동 안마의자는 가정에서 치료를 위한 대안이 될 수 있다.
에로 마사지 기구 시장은 광범위하며, 전기 딜도와 바이브레이터(마사지봉 포함)가 있다.

## 의료 및 치료적 사용
치료 마사지를 제공하는 주요 전문가는 마사지 치료사, 선수트레이너, 물리치료, 그리고 많은 중의학 및 기타 동양 의학 실무자들이다. 마사지 시술자들은 다양한 의료 환경에서 일하며 개인 주택이나 사업장으로 출장할 수도 있다. 마사지에 대한 금기증으로는 심부정맥 혈전증, 출혈 질환, 와파린과 같은 혈액 희석제 복용, 손상된 혈관, 암, 골다공증, 골절, 발열로 인한 뼈 약화 등이 있다.

### 유익한 효과

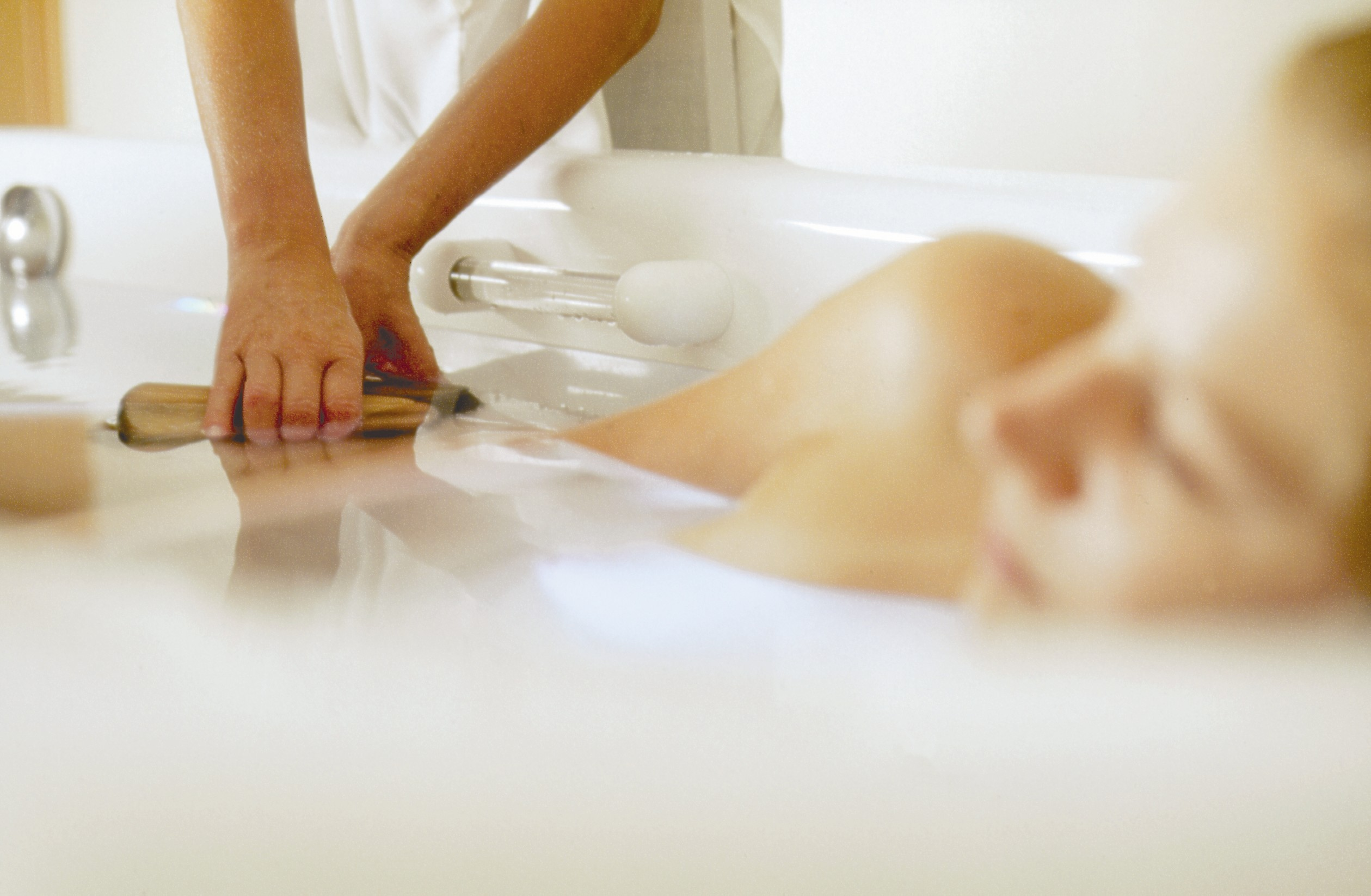
오일 분산 욕조와 브러시 마사지

동료 검토를 거친 의학 연구에 따르면 마사지의 이점으로는 통증 완화, 특성 불안 및 우울증 감소, 일시적인 혈압, 심박수 및 불안 상태 감소 등이 있다. 추가 테스트에서는 근육 성능의 즉각적인 증가와 회복 기간 단축이 나타났다. 마사지가 무엇을 할 수 있는지에 대한 이론으로는 다음과 같은 것들이 있다: 골격근 재성장 및 재형성 촉진, 통각 차단(게이트 제어 이론), 부교감신경계 활성화(엔도르핀 및 세로토닌 방출 자극 가능), 섬유화 예방 또는 흉터 조직 증식 방지, 림프 흐름 증가, 잠 개선 등이 있다.
영아 마사지는 미숙아와 그 부모에게 치료적 이점을 제공하는 것으로 나타났다. 미숙아는 저체중 및 면역 기능 저하에 취약하지만; 마사지는 이러한 효과를 상쇄하고 체중 증가, 통증 감소 및 면역 기능 증가를 유발하는 것으로 나타났다. 영아 마사지를 시행하는 것은 또한 성별에 관계없이 부모의 스트레스를 줄이고 옥시토신을 증가시키며, 전반적으로 자녀와의 정서적 애착을 향상시킨다.
마사지 연구는 과학적 방법의 최적표준에 도달하는 데 어려움을 겪는데, 이는 플러시보 통제 및 이중맹검 임상시험을 포함한다. 마사지에 대한 "가짜" 수기치료를 개발하는 것은 어려울 것이다. 심지어 가벼운 접촉 마사지도 피험자에게 영향을 미칠 수 있기 때문이다. 또한, 자신이 마사지를 덜 받고 있다는 것을 알아차리지 못할 피험자를 찾는 것도 어려울 것이며, 치료사를 맹검 처리하는 것은 불가능할 것이다. 마사지 연구는 동료 검토된 의학 저널에 발표되는 무작위 대조군 연구를 사용할 수 있다. 이러한 유형의 연구는 주장된 치료 효과가 재현 가능하다는 것을 보여주기 때문에 직업의 신뢰도를 높일 수 있다.

#### 단일 용량 효과

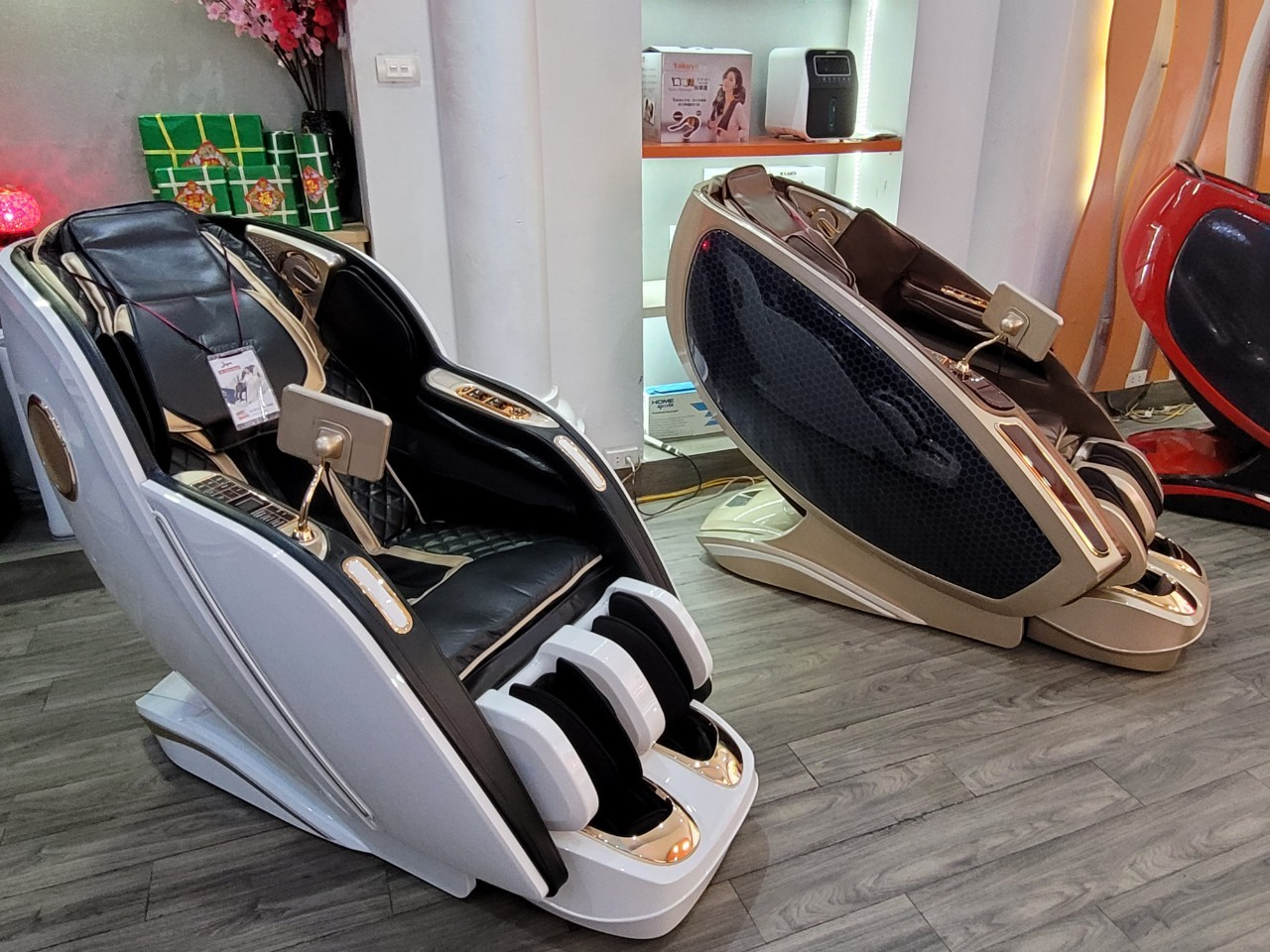
기계식 안마의자

- 통증 완화: 근골격 부상 및 기타 원인으로 인한 통증 완화는 마사지의 주요 이점으로 언급된다.[27] 2015년 코크란 리뷰는 마사지가 허리 통증에 효과적인 치료법이라는 증거가 거의 없다고 결론지었다.[120] 일리노이 대학교 어배너-섐페인 과학자들이 수행한 메타 분석은 치료 직후 통증의 통계적으로 유의미한 감소를 발견하지 못했다.[110] 약한 증거는 마사지가 급성, 아급성 및 만성 허리 통증을 가진 사람들의 단기 통증을 개선할 수 있음을 시사한다.[120]
- 상태 불안: 마사지는 주어진 상황에서의 불안의 일시적 척도인 상태 불안을 줄이는 것으로 나타났다.[110]
- 혈압 및 심박수: 마사지는 일시적으로 혈압 및 심박수를 감소시키는 것으로 나타났다.[110]

#### 다중 용량 효과
- 통증 완화: 마사지는 치료 후 며칠 또는 몇 주 동안 경험하는 통증을 줄일 수 있다.[110][121]
- 특성 불안: 마사지는 개인의 일반적인 불안 민감도를 나타내는 특성 불안을 줄이는 것으로 나타났다.[110]
- 우울증: 마사지는 비임상적 우울증을 줄이는 것으로 나타났다.[110]

#### 신경근 효과
마사지는 호프만 반사 (H-반사) 진폭의 변화를 측정하여 신경근 흥분성을 감소시키는 것으로 나타났다. 최대-최소 H-반사 진폭의 감소는 운동 뉴런 흥분성의 감소를 시사한다. 다른 이들은 "H-반사는 신장 반사의 전기적 아날로그로 간주되며... 감소는 척수 반사 흥분성 감소 때문"이라고 설명한다. 필드(2007)는 억제 효과가 심부 조직 수용체 때문이지 표면 피부 수용체 때문이 아니라는 것을 확인했다. 가벼운 손가락 압력 마사지 시 H-반사가 감소하지 않았기 때문이다. "마사지 중에 활성화되는 수용체는 마사지되는 근육에 특이적"이라는 점이 주목되었다. 다른 근육에서는 H-반사 진폭이 감소하지 않았기 때문이다.

## 전 세계적 규제 및 관행
마사지의 예술과 과학은 전 세계적으로 다양한 현상이기 때문에, 법적 관할 구역에 따라 개인을 특정 직함으로 인정하고 면허를 부여하는 반면, 다른 지역에서는 그렇지 않은 경우도 있다. 예를 들면 다음과 같다.
- 캐나다의 등록 마사지 치료사(Registered Massage Therapist, RMT)[126] 및 뉴질랜드[127]
- 뉴질랜드의 공인 마사지 치료사(Certified Massage Therapist, CMT)[128]
- 공인 마사지 실무자(Licensed Massage Practitioner, LMP)[129]
- 공인 마사지 치료사(Licensed Massage Therapist, LMT)[130]
- 노스캐롤라이나주의 공인 마사지 및 바디워크 치료사(Licensed Massage and Bodywork Therapist, LMBT)[131]
- 남아프리카 공화국의 치료 마사지 치료사(Therapeutic Massage Therapist, TMT)[132]

일부 관할권에서는 무면허 의료 행위가 범죄이다. 그러한 관할권 중 하나는 워싱턴주인데, 이곳에서는 면허 없이 의료 행위를 하는 모든 의료 전문가에게 벌금이 부과되고 경범죄로 기소될 수 있다.

### 캐나다

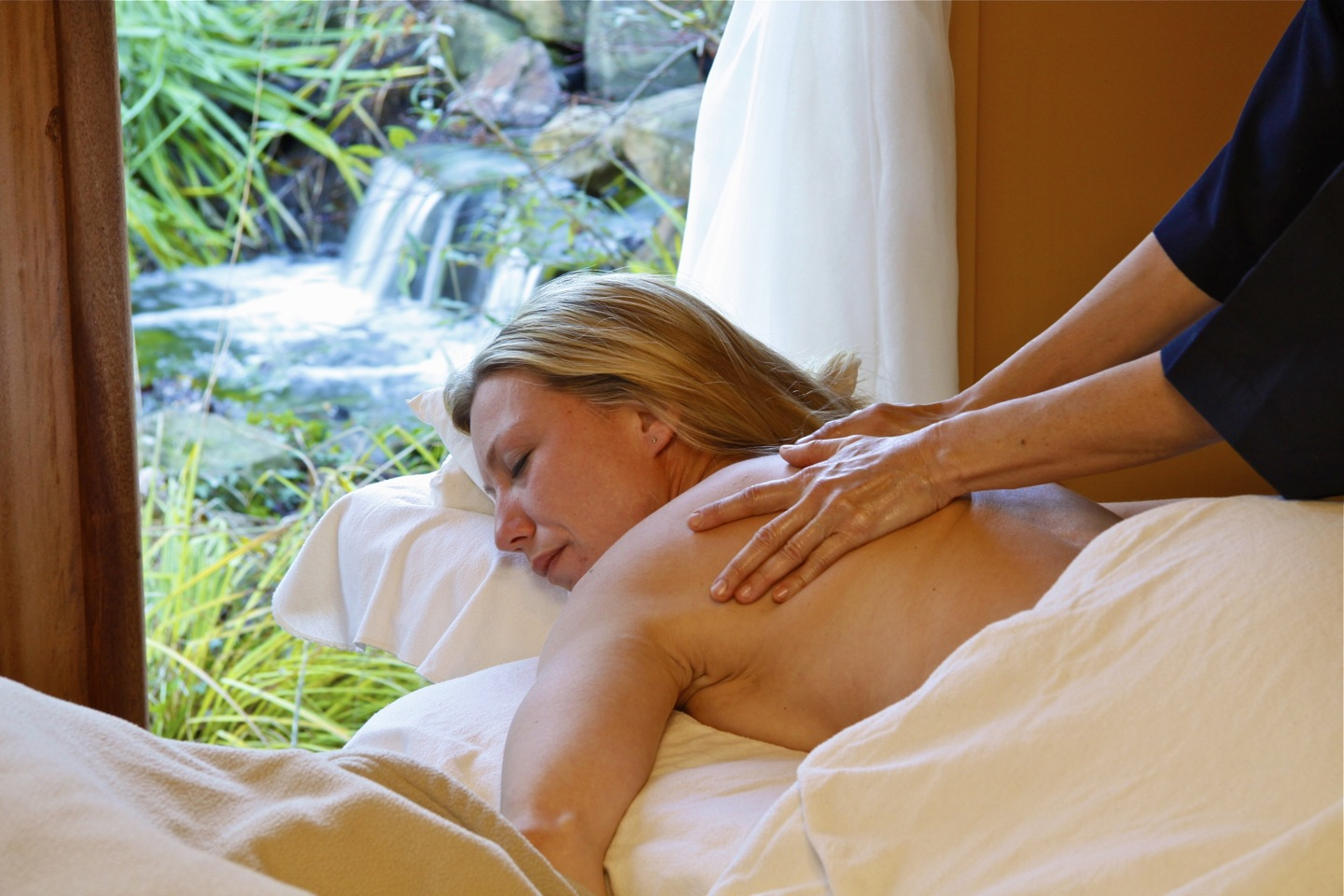
캐나다의 마사지 치료사.

규제되는 주에서는 마사지 치료사를 등록 마사지 치료사(Registered Massage Therapists)라고 부른다. 캐나다에서는 6개 주에서 마사지 요법을 규제한다. 브리티시컬럼비아주, 온타리오주, 뉴펀들랜드 래브라도주, 프린스에드워드아일랜드주, 서스캐처원주, 뉴브런즈윅주이다. 브리티시컬럼비아주에서는 브리티시컬럼비아 마사지 치료사 대학(CMTBC)이 등록 마사지 요법을 규제한다. 규제되는 주들은 2012년부터 주간 역량 기준을 확립했다. 퀘벡주는 주 차원에서 규제되지 않는다. 마사지 치료사들은 운영 중인 다양한 협회 중 한 곳에서 자격증을 취득할 수 있다. 퀘벡 전문 마사지 치료사 협회(Mon Réseau Plus라고도 불리며, 6,300명의 마사지 치료사(정형외과 치료사, 자연 치료사 등 포함)를 대표), 퀘벡 마사지 치료사 연맹(FMQ), 퀘벡 자연 치료사 협회가 있지만, 이들 중 어느 것도 주법의 규제를 받지 않는다.
캐나다 교육 기관들은 캐나다 마사지 요법 인증 협회(CMTCA)를 통해 공식적인 인증 절차를 거친다.

### 중국
일부 중의학을 제외한 대부분의 마사지 유형은 중국에서 규제되지 않는다. 중국에서는 불법임에도 불구하고 일부 소규모 안마시술소는 성 산업과 연계되는 경우가 있으며, 정부는 최근 이를 억제하기 위해 여러 조치를 취했다. 전국적인 단속인 황색 소탕 작전(관화에서 "황색"은 성적 활동이나 포르노 콘텐츠를 의미함)에서는 안마시술소의 디자인과 운영에 제한을 두어, 심야에 마사지 시설을 방문하는 고객에게 신분증을 요구하고 지역 경찰에 방문 기록을 남기도록 하는 데까지 이르렀다.

### 프랑스
프랑스에서는 면허를 신청하려면 3년간의 학업과 두 번의 최종 시험이 필요하다.

### 독일
독일에서는 마사지가 연방 및 국가 차원에서 정부에 의해 규제된다. 3,200시간의 훈련(이론 및 실습)을 마친 사람만이 "마사지 및 의료 스파 치료사(Masseur und Medizinischer Bademeister)"라는 전문 직함을 사용할 수 있다. 이 사람은 전문 경력의 길이에 따라 물리 치료사로 훈련을 연장할 수 있다(1년에서 18개월 추가 훈련). 마사지사는 고전 마사지, 근막 마사지, 운동 및 움직임 치료 훈련을 받는다. 훈련 중에 해부학, 생리학, 병리학, 부인과, 발병학, 정신과, 심리학, 외과, 피부과 및 정형외과를 공부한다. 그들은 전기요법과 수치료 훈련을 받는다. 수치료는 크나이프 요법, 랩핑, 수중 마사지, 치료적 세척, 사우나, 스팀 목욕을 포함한다. 훈련의 작은 부분은 현지 대학에서 결정하는 특수 마사지 형태(예: 발 반사구 마사지, 타이 마사지 등)를 포함한다. 마지막으로, 졸업생은 의사의 지시에 따라 환자를 치료할 수 있다. 졸업생은 물리 치료사를 규제하는 전문 기관의 규제를 받는다. 여기에는 광고 제한과 고객에 대한 비밀 유지 의무가 포함된다.

### 인도
인도에서는 마사지 요법이 1995년 3월 인도 보건가족복지부 산하 아유르베다, 요가 & 자연요법, 유나니, 싯다, 호메오파티(AYUSH) 부서에서 면허를 부여한다. 마사지 요법은 기원전 600년경에 발전한 고대 의학 체계인 아유르베다에 기반을 둔다. 아유르베다에서 마사지는 다른 일부 체계에서 인기 있는 독립적인 마사지 시스템과는 달리, 통합적인 의학적 관행의 일부이다. 싯다 의학(남인도의 타밀 전통 의학)에서는 마사지를 "토카남(Thokkanam)"이라고 부르며, 각 질병 유형에 따라 9가지 유형으로 분류된다.

### 일본

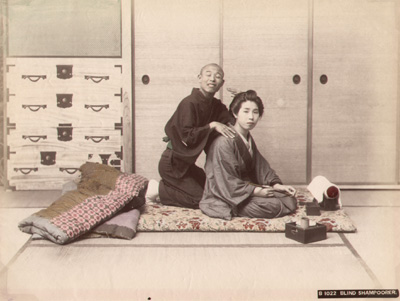
전통 일본식 맹인 안마

일본에서는 시아츠는 규제되지만 오일 마사지와 타이 마사지는 규제되지 않는다. 일본의 성매매는 강력하게 단속되지 않으며, 대도시에서는 패션 헬스 가게와 핑크살롱에서 마사지 치료사로 가장한 매춘부가 흔하다.

### 미얀마
미얀마에서는 마사지가 규제되지 않는다. 그러나 양곤과 같은 주요 도시에서 마사지 업소를 운영하려면 정부에 스파 면허를 신청해야 한다. 시각 장애인도 마사지사가 될 수 있지만, 면허를 받을 수는 없다. 미얀마에는 몇몇 전문 스파 훈련 학교가 있지만, 이 훈련 센터들은 정부의 인가를 받지 않았다.

### 멕시코
멕시코에서 소바도레스(sobadores)라고 불리는 마사지 치료사들은 오일이나 로션을 사용하는 마사지와 일종의 침술 및 신앙을 결합한다. 소바도레스는 소화기 계통 문제뿐만 아니라 무릎 및 허리 통증을 완화하는 데 사용된다. 이들 치료사 중 다수는 트럭 뒤에서 천막 하나로 프라이버시를 가리고 일한다. 마사지 외에 추가적인 전통 치유 기술을 배우면 쿠란데로가 될 수도 있다.
일부 관할권에서는 멕시코의 성매매가 합법이며, 성매매 여성들은 성적인 마사지를 판매하는 것이 허용된다. 이러한 사업체들은 종종 도시의 특정 지역, 예를 들어 티후아나의 노르테 존에 국한된다.

### 뉴질랜드
뉴질랜드에서는 마사지가 규제되지 않는다. 뉴질랜드 마사지 치료사를 위한 전문 기관인 마사지 뉴질랜드에는 두 가지 수준의 등록이 있지만, 이들 수준은 정부에서 인정하지 않는다. 공인 마사지 치료사 수준의 등록은 이완 마사지 실습의 역량을 나타낸다. 교정 마사지 치료사 수준의 등록은 교정 또는 정형외과 마사지 실습의 역량을 나타낸다. 두 등록 수준은 합의된 최소 역량 및 최소 시간으로 정의된다.

### 남아프리카 공화국
남아프리카 공화국에서는 마사지가 규제되지만, 시행은 미흡하다. 전문 마사지 치료사로 활동하기 위한 최소 법적 요건은 치료 마사지 2년제 학위와 남아프리카 동종 건강 전문가 협의회(AHPCSA) 등록이다. 자격 요건에는 240학점, 약 80개의 사례 연구, 약 100시간의 지역 사회 봉사 활동이 포함된다.

### 대한민국
대한민국에서는 시각 장애인만이 공인 안마사가 될 수 있다.

### 태국
태국에서는 태국 마사지가 정부에서 인정하고 규제하는 태국 전통 의학의 한 분야로 공식적으로 등록되어 있다. 이는 독립적인 의료 분야로 간주되며 다양한 질병과 상태의 치료에 사용된다. 태국의 마사지 학교, 센터, 치료사 및 실무자들은 교육부와 공중보건부의 규제를 점차 더 많이 받고 있다.

### 영국
영국에서 상업 마사지 또는 마사지 요법을 수행하려면 뷰티 및 스파 테라피, 미용, 보완 요법, 스포츠 및 피트니스 훈련, 고객 서비스를 포함하는 ITEC 또는 VTCT 자격증을 훈련을 통해 취득해야 한다.
적절한 서류와 보험을 가진 치료사는 자발적이며 정부 규제를 받는 전문 등록부인 보완 및 자연 건강 관리 협의회(Complementary and Natural Healthcare Council, CNHC)에 가입할 수 있다. 그들의 주요 목표는 대중을 보호하는 것이다.
또한, 최소 교육 기준과 관련 보험 정책을 요구하는 많은 전문 단체들이 있다. 여기에는 통합 치료사 연맹(Federation of Holistic Therapists, FHT), 보완 치료사 협회(Complementary Therapists Association, CThA), 그리고 보완 건강 전문가(Complementary Health Professionals, CHP)가 포함된다. CNHC와 달리 이들 단체는 고객보다는 치료사를 지원하기 위해 존재한다.

### 미국

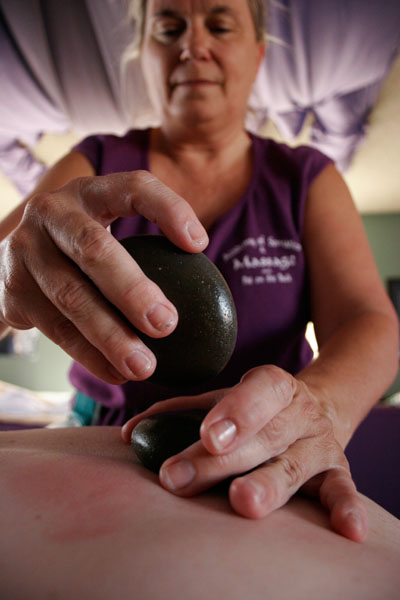
캘리포니아 옥스나드에서 전문가가 하는 핫 스톤 마사지.

미국 마사지 요법 협회의 연구에 따르면, 2012년 현재 미국에는 28만 명에서 32만 명의 마사지 치료사와 마사지 학교 학생들이 있다. 2022년 현재, 미국에는 약 872개의 주 공인 마사지 훈련 프로그램이 운영되고 있는 것으로 추정된다. 대부분의 주에서는 실무자가 "마사지 치료사"라는 직함을 사용하기 전에 충족해야 하는 면허 요건이 있으며, 일부 주와 지방자치단체에서는 어떤 형태의 마사지를 연습하기 위해서도 면허를 요구한다. 주에 마사지 관련 법률이 없는 경우 실무자는 주정부에 면허를 신청할 필요가 없다. 미국의 훈련 프로그램은 일반적으로 총 500시간에서 1000시간이며, 특정 학교에 따라 자격증, 디플로마 또는 학위를 수여할 수 있다. 학습 과정은 종종 해부학 및 생리학, 운동학, 마사지 기술, 응급처치 및 심폐소생술, 경영, 윤리적 및 법적 문제, 그리고 규제되는 경우 평생 교육 요건과 함께 실습을 포함한다. 마사지 치료 인증 위원회(COMTA)는 미국의 마사지 학교와 협력하는 조직 중 하나이며, 이 기관을 통해 인증된 학교가 거의 300곳에 이른다.
47개 주, 푸에르토리코 및 컬럼비아 특별구는 마사지 및 바디워크 분야의 전문가들에게 일반적으로 면허, 자격증 또는 등록과 같은 자격증을 제공한다. 45개 주에서는 마사지 치료사에게 어떤 종류의 면허를 요구한다. 마사지 치료사 면허를 취득하기 위한 두 가지 전국적으로 인정되는 시험과 주별 시험이 있다. 미국에서는 38개 주에서 국립치료마사지 및 바디워크 인증 위원회(NCBTMB)의 이전에는 이용할 수 없었던 인증 프로그램을 규칙이나 법령에 의해 면허 부여의 기초로 인정한다. NCBTMB는 이전에 국립치료마사지 및 바디워크 공인(NCTMB) 지정을 제공했지만, 2024년 현재는 면허 취득 자격이 없는 이사회 공인 치료 마사지 및 바디워크(BCTMB) 인증 프로그램만 제공한다. 43개 주와 푸에르토리코 및 컬럼비아 특별구는 주 마사지 요법 위원회 연맹(FSMTB)이 관리하는 마사지 및 바디워크 면허 시험(MBLEx)을 인정한다. 도시 또는 카운티의 10%에서 20%는 이 직업을 독립적으로 규제한다. 이러한 지역 규정은 이성 마사지 금지, 지문 채취 및 의사의 성병 검진, 성 서비스 판매에 대한 우려로 인한 방문 마사지 금지에 이르기까지 다양하다.
미국에서는 면허가 가장 높은 수준의 규제이며, 이는 면허 없이 마사지 요법을 행하거나 해당 보호 직함을 사용하는 것을 금지한다. 자격증은 특정 교육 기준을 충족하는 사람만이 보호 직함을 사용할 수 있도록 허용하며, 등록은 신청하고 교육 요건을 충족하는 치료사 목록만 요구한다. 미국에서는 대부분의 자격증이 지역 기반이다. 마사지 치료사는 자격증이 있을 수 있지만, 면허는 없을 수 있다. 면허 요건은 주마다 다르며, 공인 마사지 요법 학교에 다니고 주에서 지정한 시험에 합격하는 것 외에 추가 기준을 충족해야 하는 경우가 많다. 캔자스, 미네소타, 와이오밍, 캘리포니아, 버몬트 주만이 주 차원에서 면허나 자격증을 요구하지 않는다. 일부 주에서는 면허 상호 인정을 허용하여, 이사 온 면허를 가진 마사지 치료사가 새로운 주에서 비교적 쉽게 면허를 취득할 수 있다.
2024년 뉴욕주에서 한 남성이 뉴욕주 면허 없이 마사지 요법 서비스를 제공한 혐의로 3건의 3급 성적 학대와 3건의 강제 접촉, 그리고 뉴욕주 교육부 법률 위반 혐의로 체포되어 기소되었다.
1997년에 미국에서는 마사지 치료사 방문 횟수가 약 1억 1,400만 건으로 추정되었다. 마사지 요법은 미국 병원에서 가장 많이 사용되는 대체의학 유형이다. 2010년 7월부터 2011년 7월 사이에 약 3,800만 명의 미국 성인(18%)이 적어도 한 번 이상 마사지를 받았다. 사람들은 근골격 부상 및 기타 통증의 원인으로부터 통증을 완화하고, 스트레스를 줄이고 이완을 촉진하며, 스포츠 부상을 재활하고, 불안과 우울증 감정을 줄이고, 일반적인 건강을 증진시킨다고 믿기 때문에 마사지를 사용한다고 말한다.
25~35세 설문조사에서 79%가 건강보험 플랜이 마사지를 보장하기를 원한다고 답했다. 2006년 듀크 대학교 보건 시스템은 마사지 요법 및 침술과 같은 CAM 분야와 의료 분야를 통합하기 위한 센터를 열었다. 2007년 미국에는 15,500개의 스파가 있었으며, 방문객의 약 3분의 2가 여성이었다.
방문객 수는 1999년 9,100만 명에서 2003년 1억 3,600만 명으로 증가하여 110억 달러의 수익을 창출했다. 미국 노동통계국에 따르면 마사지 치료사의 취업 전망도 2010년에서 2020년 사이에 평균보다 빠른 20% 성장할 것으로 예상되었다.

## 성매매
안마는 종종 성매매를 위장하기 위한 수단으로 사용되기도 한다. 미국 등에서도 성매매를 마사지 서비스로 이름 붙여 광고하기도 한다. 한국에서는 1980년 이후 성매매 산업이 확장하면서 안마시술소가 성매매의 장소로 변질되기도 하였다. 2014년 기준으로 많은 수의 안마시술소가 감소하였으며 대신 신종 성매매의 장르들이 속속 생겨나고 있어 일각에서는 성매매특별법의 부작용이라는 지적이 솓아져 나오고 있다.

## 사건

### 안마사 자격인정의 비맹제외기준 사건
안마사 자격인정의 비맹제외기준 사건은 의료법 제61조 제1항 중 '장애인복지법'에 따른 시각장애인 중 부분 위헌확인에 대한 중요 헌법재판소 판례이다.

#### 사실관계
헌법재판소는 2006. 5. 시각장애인만 안마사자격을 취득할 수 있도록 한 ‘안마사에 관한 규칙’에 대하여 위헌결정을 선고하였는데 국회는 다시 2006. 9. 시각장애인만 안마사 자격을 취득할 수 있도록 의료법조항을 새로 개정함으로써 비시각장애인의 안마사 자격취득제한을 그대로 유지하자 청구인들은 시각장애인이 아닌 일반인으로서 안마사 자격을 시각장애인으로 한정한 것은 직업선택의 자유를 침해하는 것이라며 헌법소원을 청구하였다.

#### 결론
합헌결정(재판관 6:3의 의견)

#### 이유
이 사건 법률조항은 시각장애인에게 안마업을 독점시켜 생계를 지원하고 직업활동에 참여할 수 있는 기회를 제공한다. 안마사 직역 외에 시각장애인의 생계보장을 위한 대안이 거의 없다는 점, 사회적 약자인 시각장애인을 우대하는 조치를 취할 필요가 있는 점 등에 비추어보면 일반 국민의 직업선택의 자유를 침해하는 것으로 볼 수 없다.
시각장애인 안마사제도는 시각장애인의 생존권보장에 효율적인 정책수단을 발견하기 어려운 현재의 우리 사회현실에 비추어 불가피한 정책수단"이라며 "입법자를 비롯한 정부당국은 복지정책의 선진화 등을 통해 시각장애인의 생존권과 비시각장애인의 직업선택의 자유라는 상충되는 기본권을 공존시킬 수 있는 방안을 적극 검토해야한다.

## 같이 보기
- 수기치료
- 안마의자
- 스파
- 전립선 안마

## 참고 문헌
- 헌법재판소 판례 2008.10.30. 2006헌마1098·1116·1117
- 정회철, 최근5년 중요판례 200, 여산, 2012.
- '시각장애인만 안마사 자격 취득' 합헌 법률신문 2008-11-03 보관됨 2021-07-29 - 웨이백 머신
- 황도수, 2008년 분야별 중요판례분석 (2)헌법, 법률신문 2009-03-12 보관됨 2016-03-24 - 웨이백 머신